# Berlin-Mariendorf
Mariendorf ist ein Ortsteil im Bezirk Tempelhof-Schöneberg von Berlin im Süden der Stadt. Überregional bekannt ist Mariendorf hauptsächlich durch seine Trabrennbahn.

## Geographie

### Lage

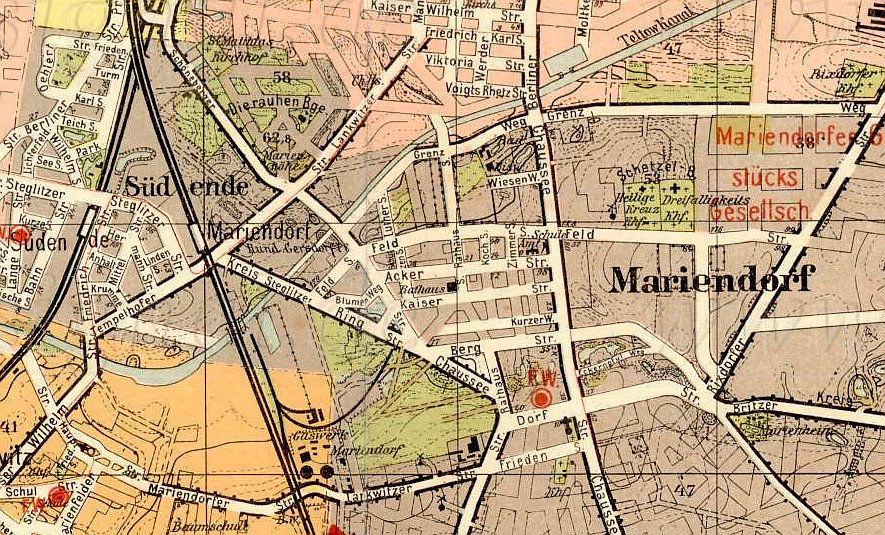
Berlin-Mariendorf, 1907 (Ausschnitt)

Der Ortsteil Mariendorf liegt an der Bundesstraße 96 zwischen dem nördlich gelegenen Ortsteil Tempelhof (Richtung Innenstadt) und den Ortsteilen Marienfelde und Lichtenrade (Richtung Teltow) im Süden.
Die Grenze des Ortsteils verläuft im Nordwesten entlang des 1906 eingeweihten Teltowkanals; die nördlich von ihm liegenden Gebiete der früheren mittelalterlichen Gemarkung (darin die Marienhöhe und der ehemalige S-Bahnhof Mariendorf, heute: Attilastraße) wurden aus verwaltungspragmatischen Gründen 1938 dem Ortsteil Tempelhof zugeordnet. Kurz vor dem Mariendorfer Damm springt sie zur Ullsteinstraße 150 und verläuft auf ihr weiter in Richtung Osten. Ab der Gottlieb-Dunkel-Straße verläuft die Grenze am Nordrand des St.-Michael-Kirchhofs bis zur Anschlussstelle 22 – Gradestraße der Bundesautobahn 100. Von diesem Punkt verläuft die östliche Ortsteilgrenze zusammen mit der Bezirksgrenze durch verschiedene Kleingartengelände in Richtung Süden, erreicht den Übergang von der Britzer Straße zur Mohriner Allee, verläuft weiter parallel zum Hochkönigweg und bis zur Einmündung Tauernallee/Quarzweg. Ab diesem Punkt bildet der Ankogelweg und die östliche Grundstücksgrenze des gleichnamigen Hallen- und Freibades die Grenze bis zum Mariendorfer Damm. Die Ortsteilgrenze springt auf die Westseite des Damms und folgt anschließend der Föttinger Zeile und der Daimlerstraße bis zum Titlisweg. Nun bildet das Marienfelder Industriegebiet mit dem Daimlerwerk, der R. Stock AG und dem Fritz-Werner-Werk – begrenzt durch Titlisweg, Hirzerweg und Untertürkheimer Straße (einschließlich der verlängerten Untertürkheimer Straße) – die Grenze bis zur Trasse der Dresdener Bahn. Die Bahnstrecke bildet die westliche Ortsteilgrenze bis zum Teltowkanal.
Das mittelalterliche Dorf Mariendorf wurde auf der sich südlich des Spreetals (etwa 35 Meter) erhebenden Hochfläche des Teltow angelegt, in durchschnittlicher Höhe von etwa 50 m. Die Grenze zum nördlich liegenden Ortsteil Tempelhof bildete im Mittelalter eine Kette von Pfuhlen als Schmelzreste der eiszeitlichen Grundmoräne. Diese Gewässerrinne wurde von 1900 bis 1906 zum Bau des Teltowkanals benutzt. Einer dieser eiszeitlichen Pfuhle wurde bis 1953 als Seebad Mariendorf genutzt und dann zugeschüttet. Der Volkspark Mariendorf mit seinen Pfuhlen hat die gleiche geologische Herkunft. Der dortige Rodelberg ist allerdings eine künstliche Aufschüttung.

### Siedlungsstruktur
Mariendorf weist heute im nördlichen Teil und im Ortskern Alt-Mariendorf eine weitgehend geschlossene Wohnbebauung auf. Städtebaulich prägend sind hier, außer den gründerzeitlichen Altbauten, die in den 1930er Jahren sowie in den 1950er und 1960er Jahren errichteten großen Wohnanlagen und Siedlungen der Berliner Wohnungsbaugenossenschaften oder der mittlerweile privatisierten Wohnungsbaugesellschaften wie GAGFAH oder GEHAG.
Ein kleiner Teil des geografischen Zentrums des Ortsteils ist von vier- bis dreizehngeschossigen Wohnhäusern geprägt. Auffallend sind hierbei vor allem die Siedlungen am Hundsteinweg sowie einige Siedlungen nördlich der Trabrennbahn. Südlich des Ortskerns sind entlang der B 96 nach 1950 entstandene zwei- bis viergeschossige Wohnbauten zeilenförmig angeordnet, ansonsten existiert weitgehend offene Einzelhausbebauung. Gewerbe- und Industrieflächen kommen im eigentlichen Mariendorf mit Ausnahme des ehemaligen Gaswerkgeländes nur in geringerem Umfang vor, wohl aber in den angrenzenden Flächen der Ortsteile Tempelhof (besonders am Teltowkanal) und Marienfelde (insbesondere das Daimlerwerk). Bis in die 1950er Jahre erstreckten sich beiderseits der B 96 zwischen den Ortskernen von Alt-Mariendorf und Alt-Lichtenrade weitläufige Ackerflächen, mit Ausnahme der 1913 eröffneten Trabrennbahn Mariendorf, der ab 1919 gebauten Siedlung Daheim, deren Straßen nach Berggipfeln der Alpen wie zum Beispiel Birnhornweg, Buchsteinweg, Säntisstraße u. a. benannt sind und der Adlermühle aus dem Jahr 1899.

## Geschichte

### Vom beginnenden 13. Jahrhundert
Mariendorf wurde in der ersten Hälfte des 13. Jahrhunderts (wohl um 1230) vom Templerorden als breites Straßendorf gegründet, und zwar als Filialdorf zum Komturhof Tempelhof. Die Dorfkirche Mariendorf entstand im zweiten Viertel des 13. Jahrhunderts. Der Johanniterorden wurde 1318 Rechtsnachfolger des aufgelösten Templerordens auf dem Teltow. Die erstmalige Erwähnung Mariendorfs als Mergendorp ist in einer Urkunde aus dem Jahr 1348 nachgewiesen. Im Landbuch Karls IV. (1375) wurde Mariendorf als Margendorpe / Margendorff / Mariendorff mit 48 Hufen im Besitz des Johanniterordens (cruciferi ordini sancti Johannis) erwähnt, davon drei Pfarrhufen. Erwähnt wurden drei Kossäten. Tempelhof, Marienfelde und Mariendorf wurden 1435 an Berlin und die Schwesterstadt Kölln durch die Johanniter-Ritter verkauft. Die Dienste der Bauern gingen 1448 an das Kurfürstliche Amt Mühlenhof über. Im Jahr 1450 ist der Ort offenbar nachvermessen worden: Es gab jetzt nur noch 47 Hufen: neben den drei Pfarrhufen gab es nun auch eine Kirchenhufe. Inzwischen war im Dorf auch ein Krug entstanden. Erst 1591 wurde ein „Freischulze“ erwähnt.
Die Einführung der Reformation erfolgte um 1539/1540. Berlin verkaufte 1590 seinen Anteil an den Dörfern Tempelhof, Marienfelde und Mariendorf an Kölln.
Im Jahr 1611 wütete die Pest in Mariendorf und von 1630 bis 1648 der Dreißigjährige Krieg, in dessen Verlauf die Pest mehrfach zurückkehrte. Der Kirchturm bekam 1737 seinen hölzernen Aufbau, der bis heute erhalten ist. Bei dem Feuer vom 13. Juli 1748 brannte die Südseite von der Kirche bis zum Dorfkrug nieder. 

### Nach 1800
Die Bauernbefreiung im Zuge der Stein-Hardenbergschen Reformen hielt 1807 Einzug. 
Die Chaussee von Berlin nach Dresden durch Mariendorf wurde 1838 fertiggestellt. Die Dorfstraße wurde 1864 gepflastert. Dabei wurden zwei Pfuhle zugeschüttet. 
Im Jahr 1872 wurde die Villenkolonie Südende (bis 1920 Teil von Mariendorf) gegründet, parallel wurde ein neues Schulhaus gebaut. 1887 wurde die Pferdebahn zwischen Halleschem Tor und Tempelhof bis nach Mariendorf verlängert, und 1888 erfolgte der Bau der Adlermühle. 
Der Bahnhof Mariendorf an der Dresdener Bahn (heute: S-Bahnhof Attilastraße) wurde 1895 eröffnet.

Das im Zweiten Weltkrieg zerstörte Rathaus Mariendorf, erbaut 1903–1905, lag an der Kaiser- Ecke Rathausstraße

Ab 1900 entwickelte sich das bislang noch sehr ländliche Mariendorf zunehmend zu einem dichter besiedelten Vorort Berlins. Von 1903 bis 1905 wurde an der Kaiserstraße das Rathaus Mariendorf errichtet und die anliegende Straße in Rathausstraße benannt. Das Rathaus wurde im Zweiten Weltkrieg bei einem alliierten Luftangriff in der Nacht vom 23. auf den 24. August 1943 durch Bomben zerstört und die Trümmer 1949 abgerissen. 
1911 bezog das von der Architektensozietät Reinhardt & Süßenguth geplante Realgymnasium Mariendorf (seit 1930 nach Hugo Eckener als Eckener-Gymnasium benannt) seinen Standort gegenüber dem Rathaus an der Kaiser- Ecke Rathausstraße, 1912–1913 wurde nach Plänen von Amtsbaurat W. Gerbens die Feuerwache und das Polizeidienstgebäude in der Rathausstraße 70–72 errichtet und 1913 öffnete das ebenfalls von den Architekten Reinhardt und Süßenguth geplante Öffentliche Lyzeum Berlin-Mariendorf als Mädchenoberschule (im Gebäude der heutigen Johanna-Eck-Schule, zwischenzeitlich: Dag-Hammarskjöld-Oberschule) an der Ringstraße seine Pforten; von 1937 bis 1953 trug sie mit kurzer Unterbrechung nach dem Zweiten Weltkrieg den Namen Gertrud-Stauffacher-Schule. 
Die Trabrennbahn Mariendorf eröffnete ihren Betrieb 1913.
Zwischen 1911 und 1919 wohnte Rosa Luxemburg bis zu ihrer Ermordung in der Lindenstraße 2 (heute: Biberacher Weg) in Südende, das noch bis 1920 zu Mariendorf gehörte. Mit Hugo Eberlein war noch ein anderes sehr prominentes USPD-, Spartakusbund- und KPD-Gründungsmitglied in Mariendorf aktiv, es existiert eine Überlieferung seiner Rede am 19. November 1918 während der kurzen Machtübernahme durch Arbeiter- und Soldatenräte in der Novemberrevolution.
Die erste längere Hochspannungsfreileitung Deutschlands, die 1918 errichtete Golpa-Leitung, führte vom Kraftwerk Zschornewitz nach Rummelsburg (heute: Standort des Kraftwerkes Klingenberg) am Südrand von Mariendorf (am südlichen Rand des heutigen Ankogelbades auf der verlängerten Trasse des – später danach benannten – Hochspannungsweges in Neukölln) vorbei, um die kriegsbedingte Aluminiumproduktion zu unterstützen.

### Nach 1918

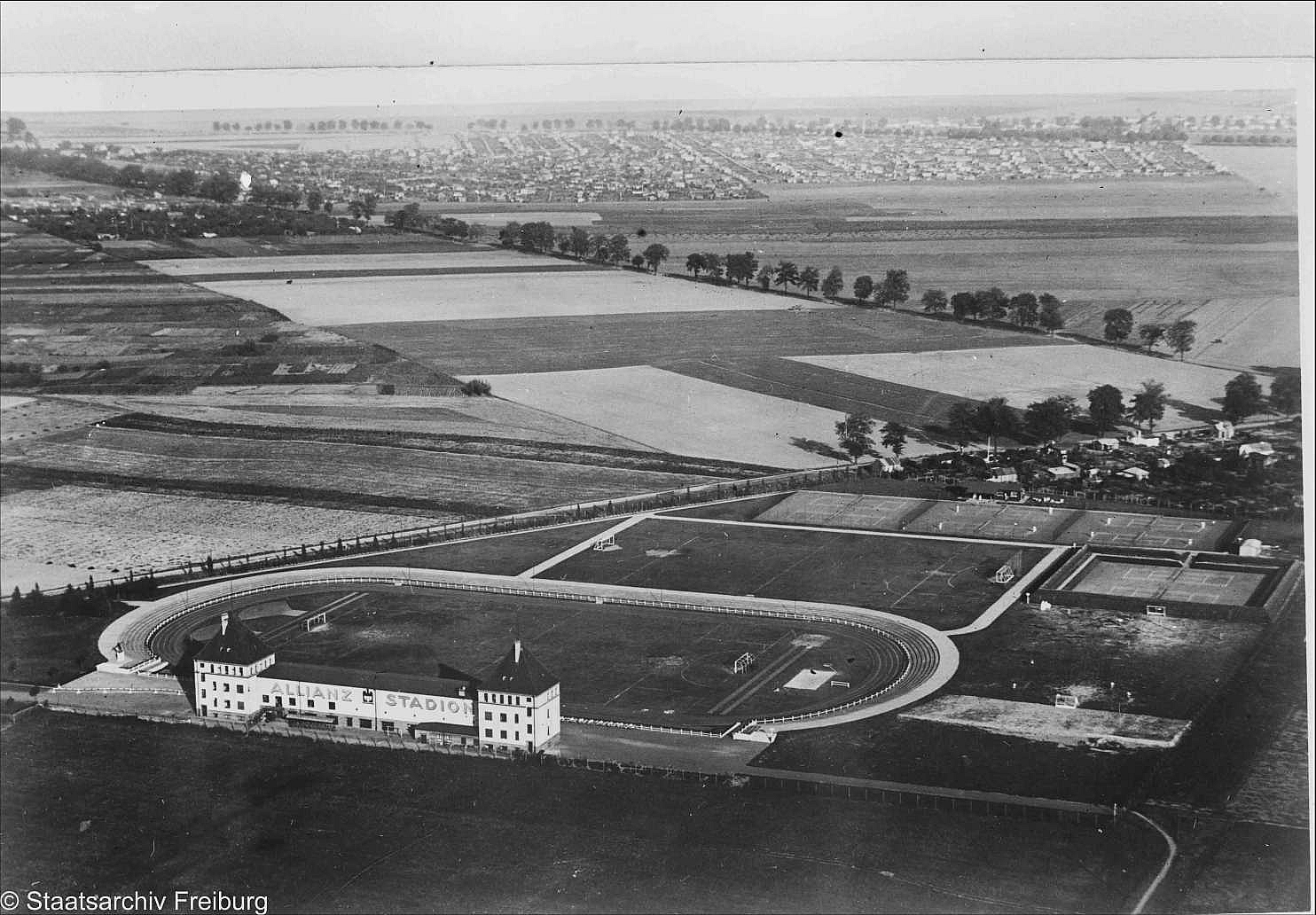
Allianz-Stadion in Berlin-Mariendorf, 1935

Baubeginn für die Gartenstadt Siedlung Daheim östlich der Trabrennbahn Mariendorf war im Jahr 1919. 
Ein Jahr später, 1920, wurden Tempelhof, Mariendorf, Marienfelde und Lichtenrade aus dem Landkreis Teltow nach Berlin eingemeindet. Die Gemeinden bildeten nun den 13. Bezirk Tempelhof von Groß-Berlin. Der Mariendorfer Ortsteil Südende wurde abgetrennt und fiel an den Bezirk Steglitz.
Der Volkspark Mariendorf entwickelte sich ab 1923 und wurde 1931 durch das symbolische Anstellen eines Springbrunnens offiziell eingeweiht.
Im Auftrag der Deutschen Bank entstand zwischen 1929 und 1930 eine Wohnanlage in der Tauernallee nach Plänen des Architekten Hans Jessen, die seit den 1980er Jahren unter Denkmalschutz steht. 1931 wurde am Südostrand Mariendorfs auf kaum bebauter Fläche das Allianz-Stadion eröffnet, das später nach dem Vorstand der Allianz AG Hans Heß benannt wurde.

### Nach 1945
Nach dem Ende des Zweiten Weltkriegs gehörte Mariendorf mit dem gesamten Bezirk Tempelhof ab 1945 zum Amerikanischen Sektor. In Mariendorf wurde am 26. Juli 1946 in dem Wohnblock zwischen Eisenacher Straße 39, Rixdorfer Straße, Dirschelweg und Äneas-/Didostraße durch die UNRRA ein jüdisches DP-Lager für sogenannte „Displaced Persons“ eingerichtet. Das Mariendorf-Bialik-Center wurde Ende Juli 1948 wieder aufgelöst. Die Bewohner kamen in das DP-Lager Berlin-Düppel bzw. nach dem Beginn der Berlin-Blockade mit Flugzeugen auf dem Rückweg der Luftbrücke in DP-Lager der amerikanischen Besatzungszone in Westdeutschland.

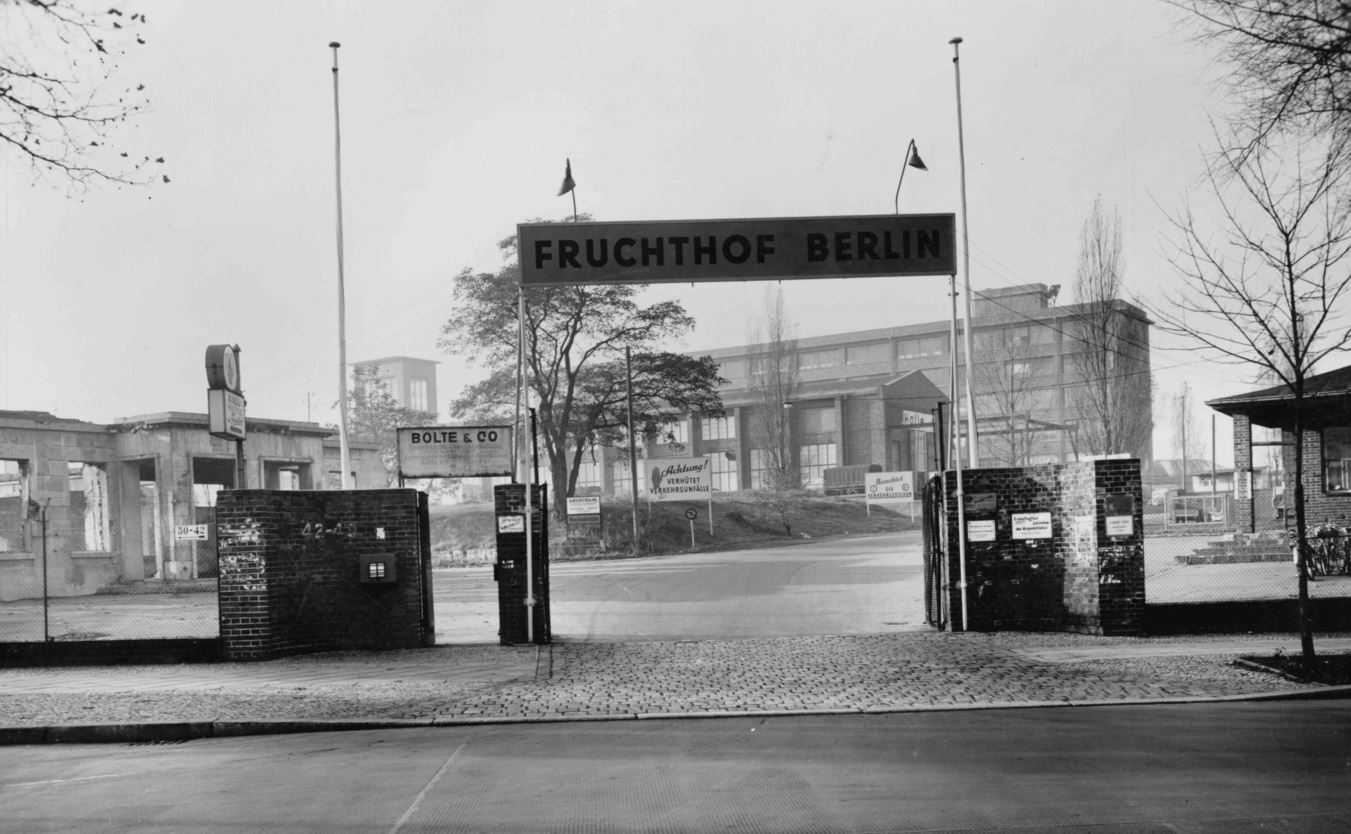
Einfahrt zum Fruchthof in der Ringstraße im Jahr 1949, im Hintergrund die Askania-Werke

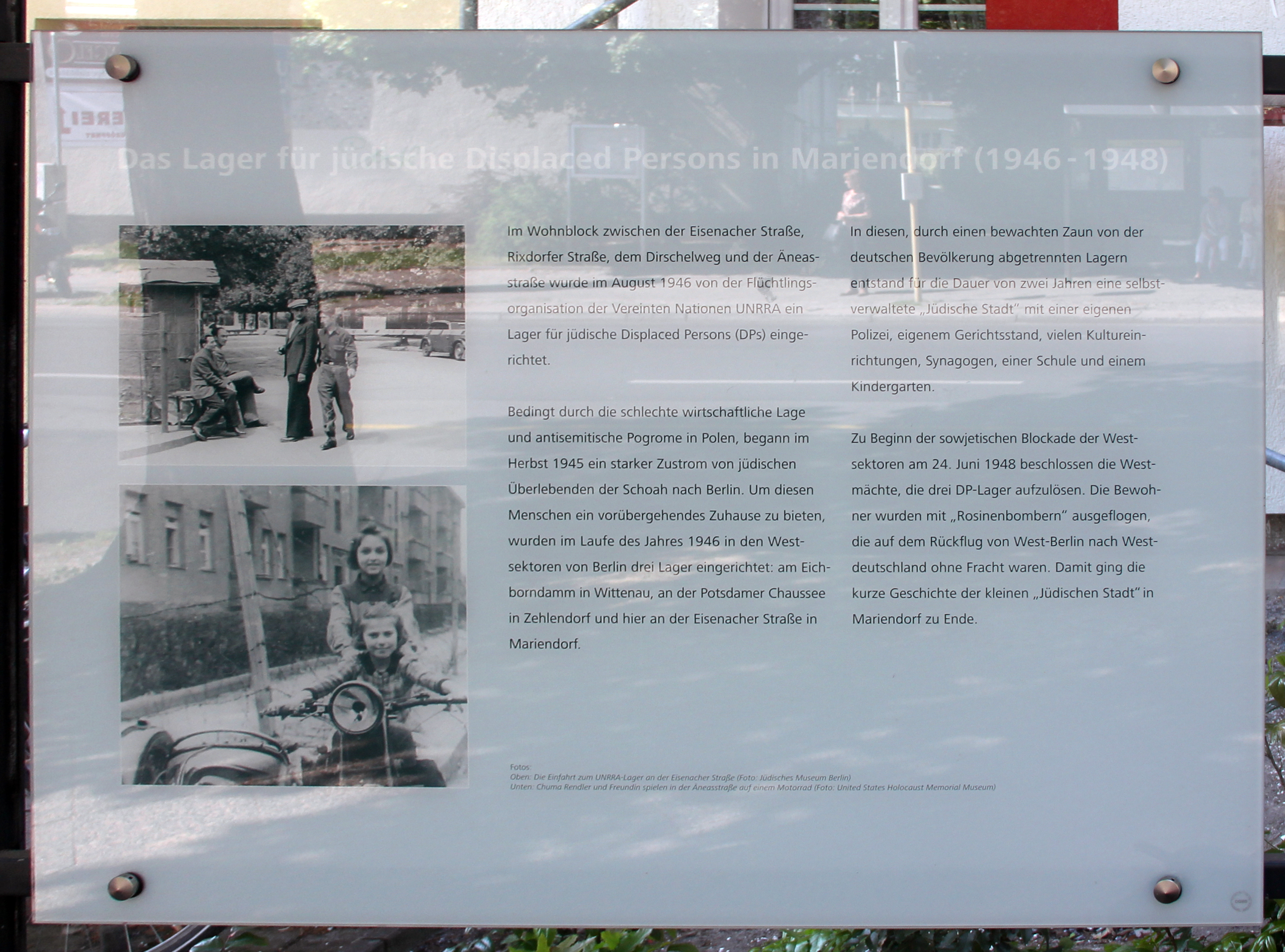
Gedenktafel zur Erinnerung an das Bialik-Center

Von 1949 bis 1965 befand sich in den Hallen der Askania-Werke der Berliner Fruchthof, ein zentraler Großmarkt für Obst- und Gemüsehandel.
Die Bauarbeiten für die Erweiterung der U-Bahn von Tempelhof nach Mariendorf begannen 1961, und 1966 wurde der Teilabschnitt von U-Bahnhof Tempelhof bis U-Bahnhof Alt-Mariendorf der Linie U6 eingeweiht. Dadurch entfiel die Straßenbahnlinie 99.

### Nach 1989
Nach dem Mauerfall zogen die amerikanischen Besatzungstruppen aus Mariendorf ab, einige der Militäreinrichtungen dienten nun zu Wohnzwecken, Wirtschafts- und Kulturgebäude wurden vom Bezirksamt Tempelhof-Schöneberg (zu dem Mariendorf seit der letzten Verwaltungsreform aus dem Jahr 2001 gehört) weiter genutzt.
Der an der Eisenacher Straße gelegene Dreifaltigkeitsfriedhof soll entsprechend einem im Jahr 2018 vom Berliner Senat beschlossenen Stadtentwicklungsplan (STEP 2025) in Teilen umgenutzt und mit Wohnhäusern bebaut werden, nur im mittleren und südlichen Bereich des Begräbnisplatzes fanden überhaupt Beerdigungen statt. Vorgesehen sind vor allem Sonderwohnformen wie Betreutes Wohnen oder Gemeinschafts- und Ausbildungseinrichtungen. Insgesamt sieht das Projekt den Bau von 250 bis 500 Wohnungen vor. Die historisch gewachsene Baumallee auf dem Friedhofsgelände soll erhalten bleiben.

## Bevölkerung
| Jahr | Einwohner |
| ---- | --------- |
| 1749 | 0114      |
| 1765 | 0137      |
| 1800 | 0162      |
| 1858 | 0839      |
| 1871 | 1.435     |
| 1880 | 2.437     |
| 1890 | 3.606     |
| 1900 | 5.764     |
| 1905 | 9.018     |
| 1910 | 15.423    |
| 1919 | 20.699    |

| Jahr | Einwohner |
| ---- | --------- |
| 1925 | 23.187    |
| 1930 | 28.643    |
| 1938 | 28.859    |
| 1945 | 20.658    |
| 1950 | 30.603    |
| 1960 | 40.390    |
| 1970 | 43.856    |
| 1987 | 41.091    |
| 2000 | 40.969    |

| Jahr | Einwohner |
| ---- | --------- |
| 2007 | 49.146    |
| 2010 | 49.620    |
| 2015 | 51.308    |
| 2020 | 52.734    |
| 2021 | 52.138    |
| 2022 | 53.020    |
| 2023 | 53.553    |
| 2024 | 53.758    |

## Sehenswürdigkeiten und Kultur

### Bauliche Sehenswürdigkeiten
- Adlermühle in Berlin Mariendorf
- Alt-Mariendorf mit mehreren alten Bauernhäusern[12]
- Askania-Werke, ehemalige Industrieanlage[13]
- Freibergsches Restaurant,[14] später Blümel's Garten (heute eine Kindertagesstätte)
- ehemaliges Gaswerk Mariendorf[15]
- Monopol-Siedlung
- Preußischer Meilenstein
- Trabrennbahn Mariendorf
- Volkspark Mariendorf

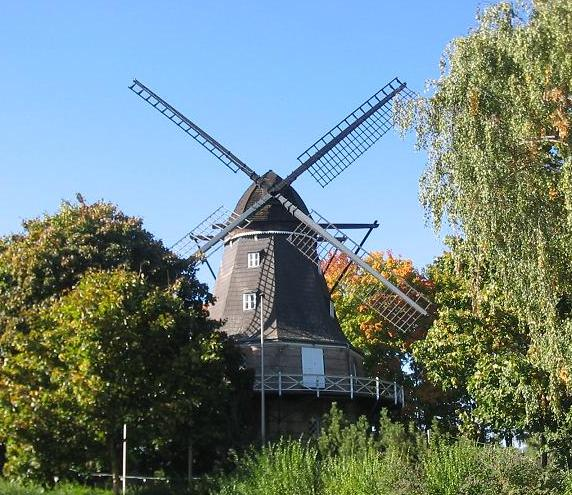
Adlermühle
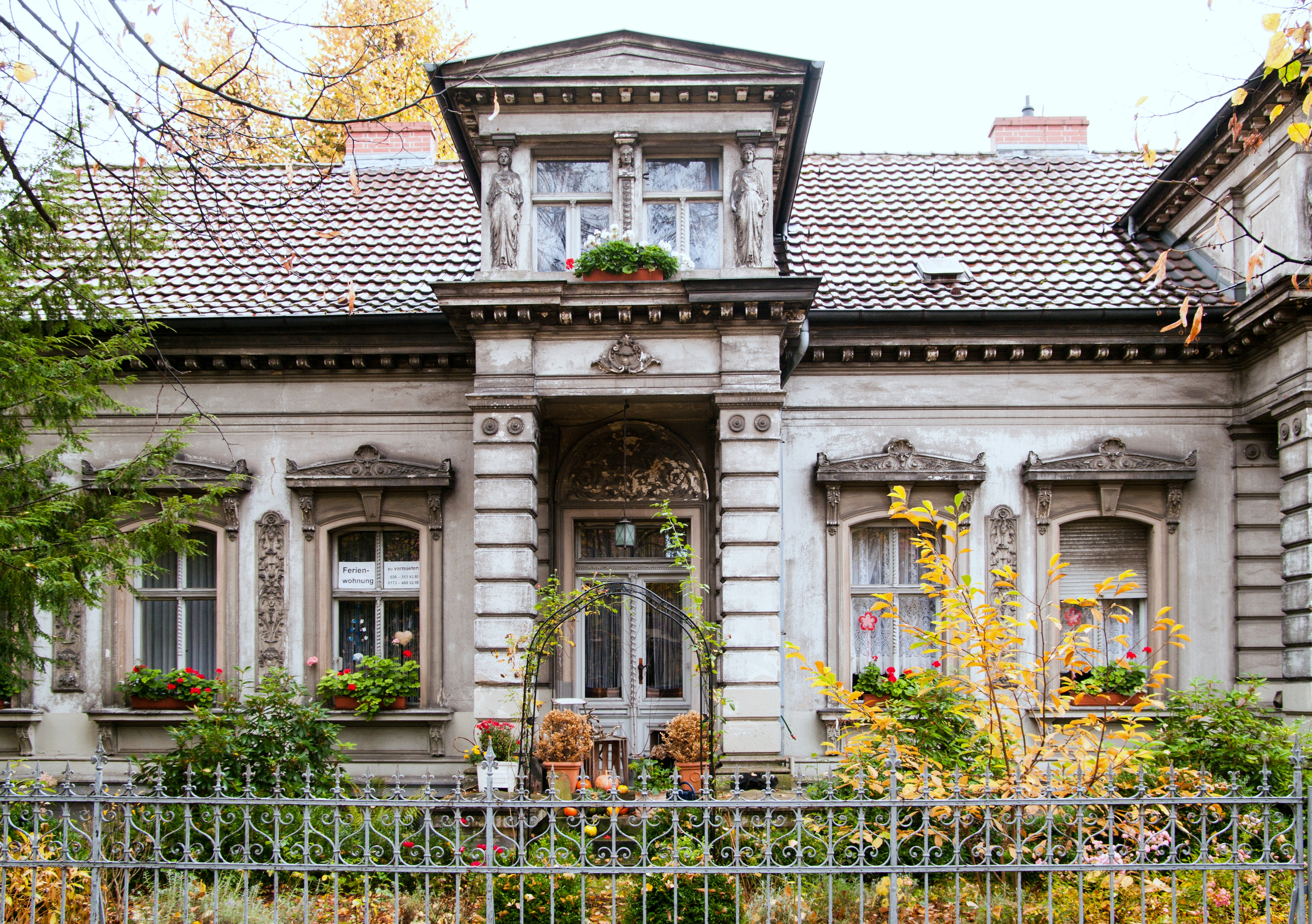
Alt-Mariendorf 41
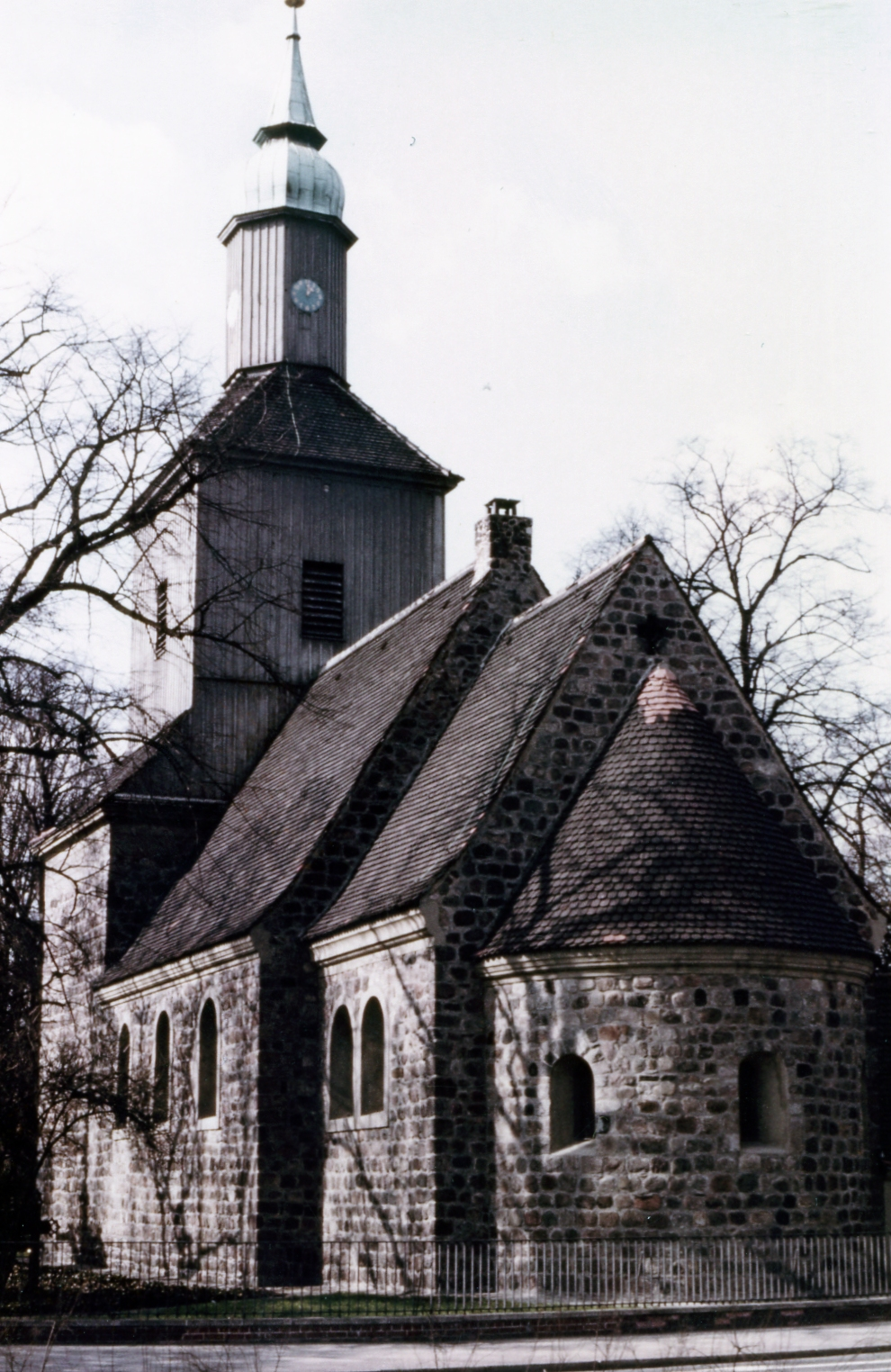
Dorfkirche Mariendorf
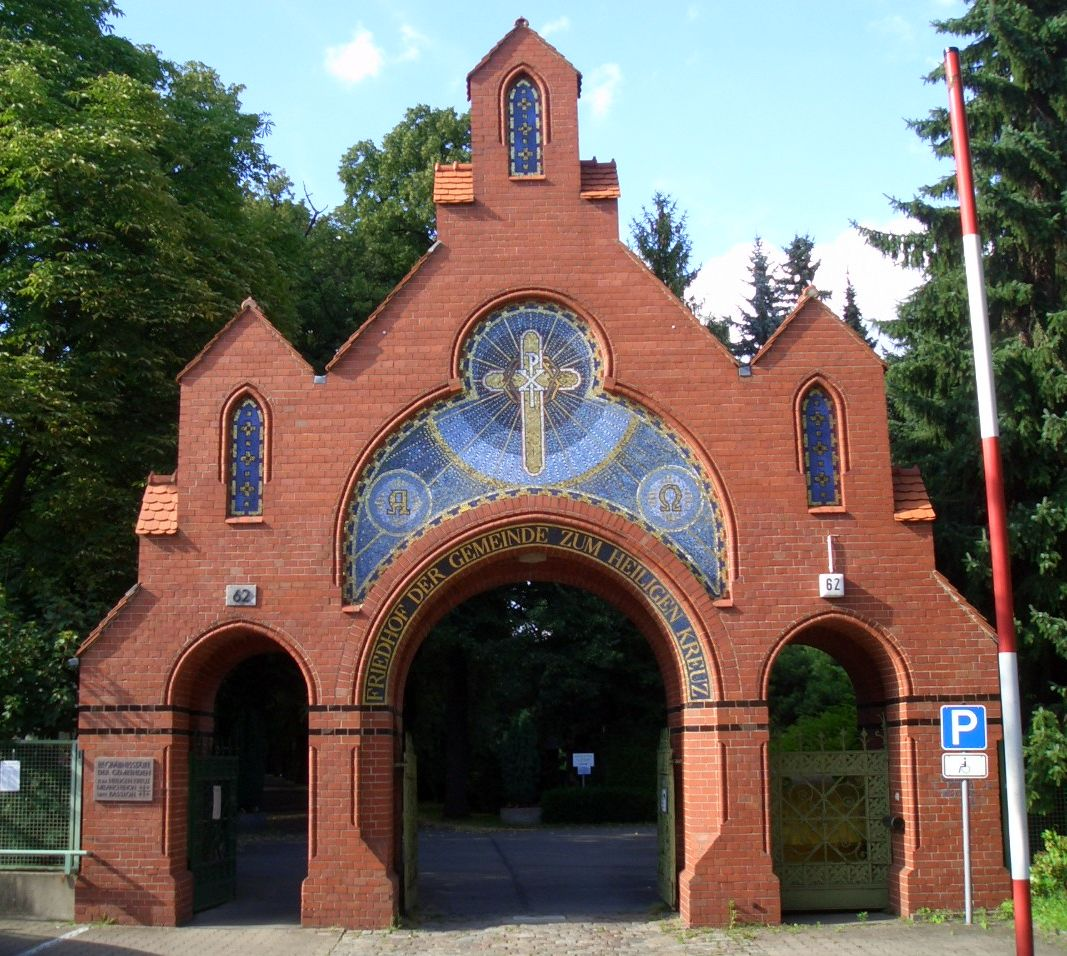
Heilig-Kreuz-Kirchhof, Eisenacher Straße 62
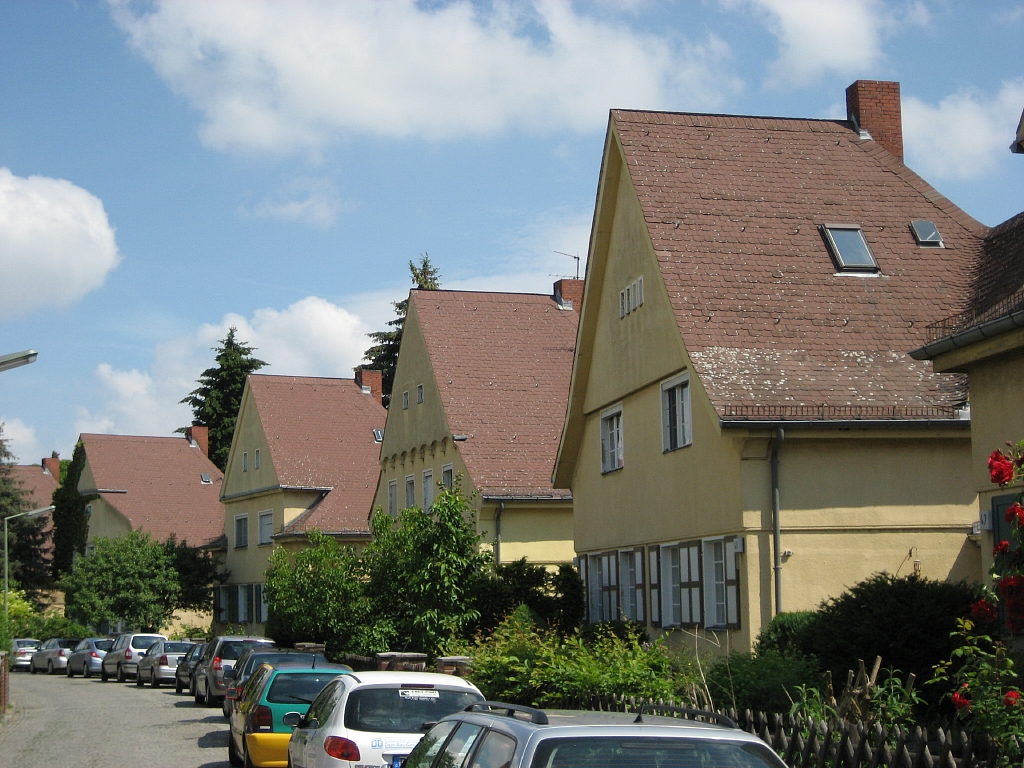
Monopol-Siedlung
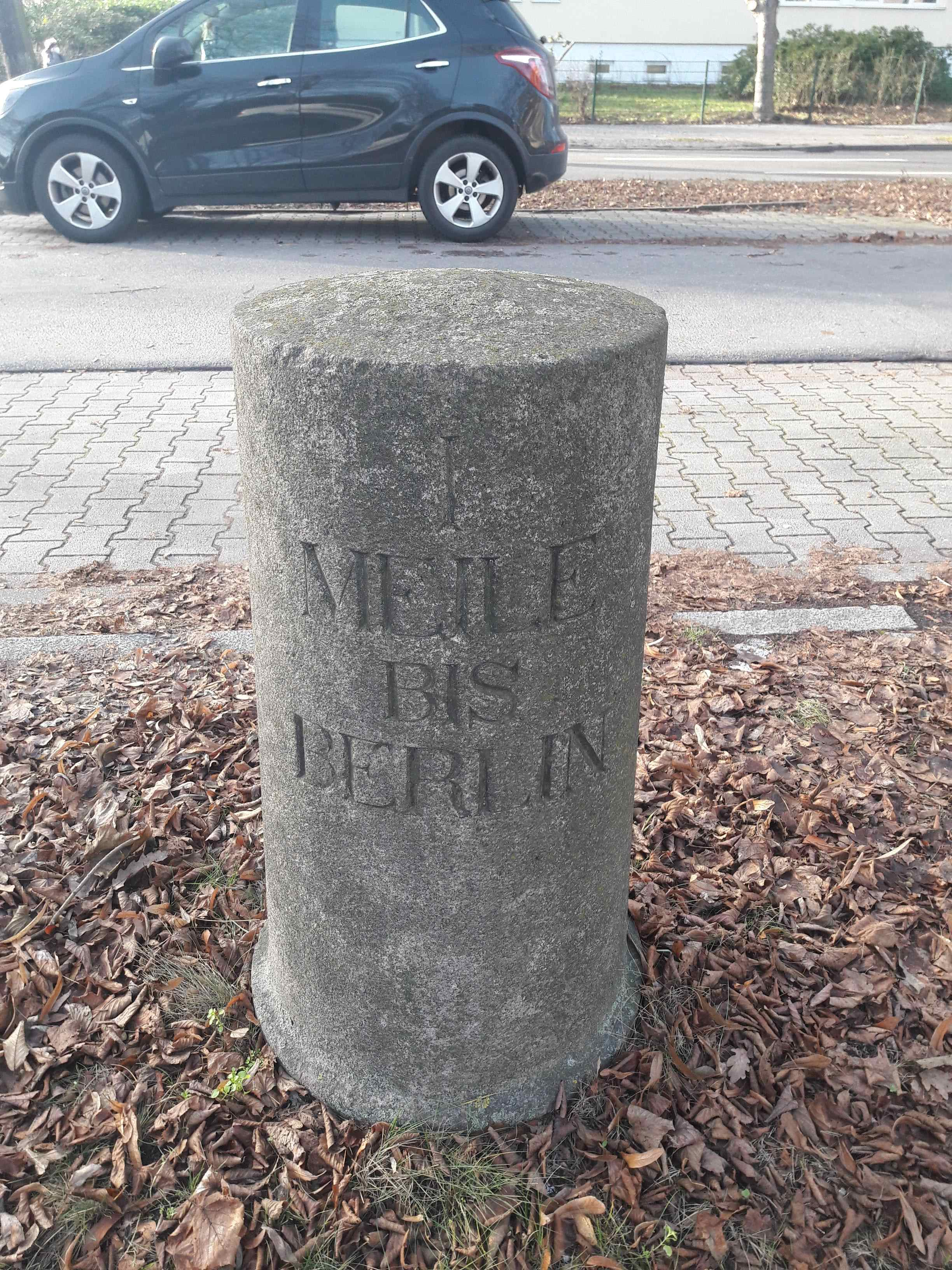
Meilenstein, Marien- dorfer Damm 225
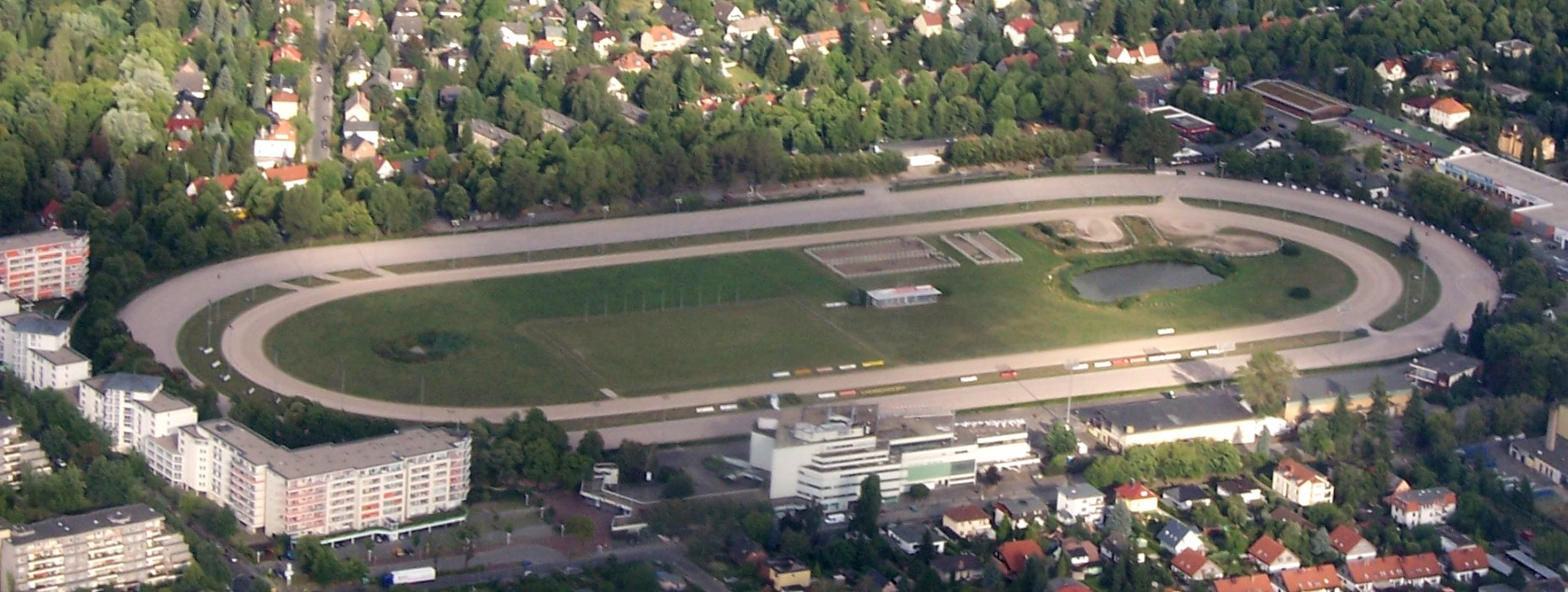
Trabrennbahn Mariendorf
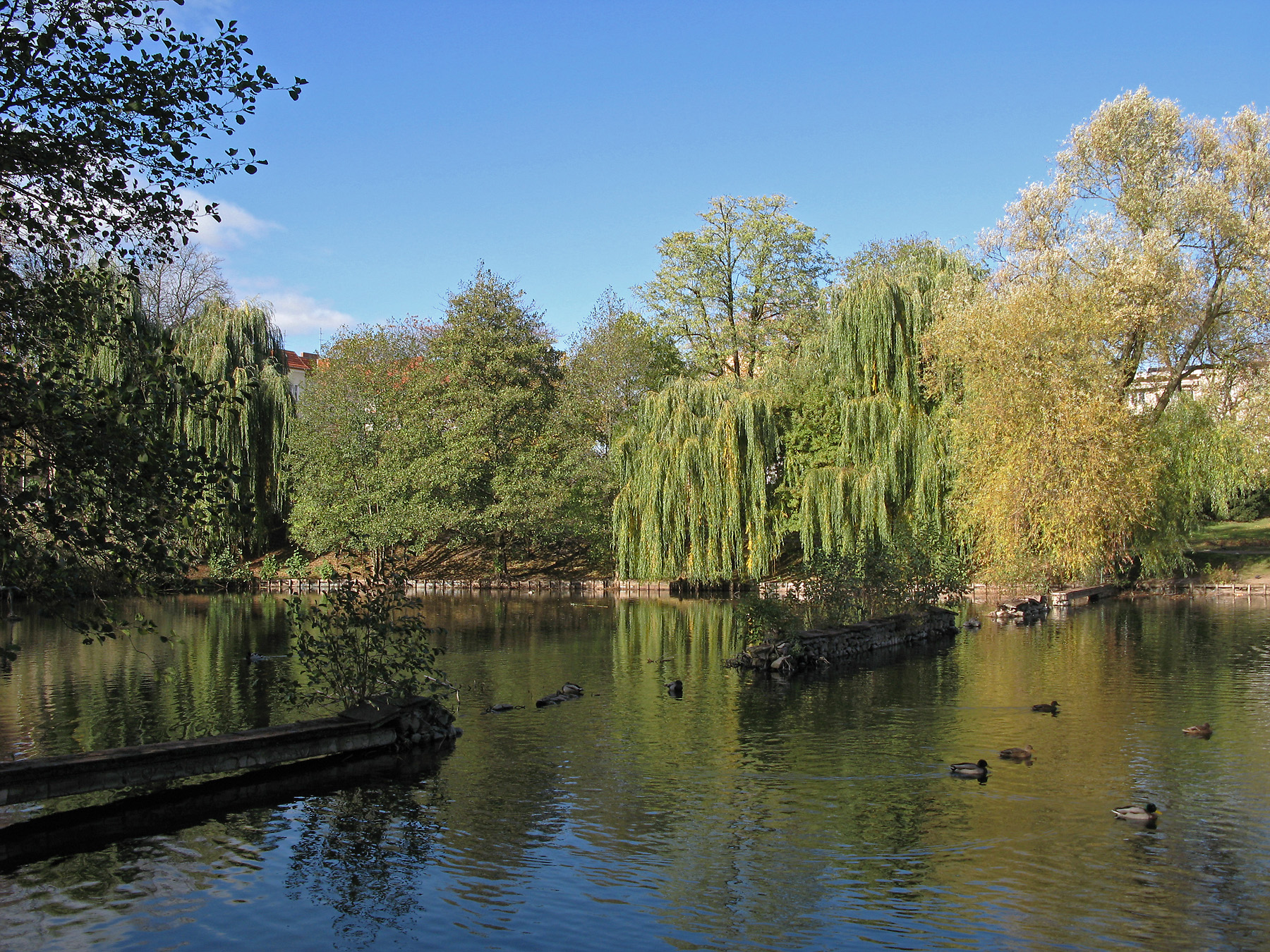
Teich im Volkspark Mariendorf

### Kirchen
- Evangelische Dorfkirche Mariendorf
- Evangelische Martin-Luther-Gedächtniskirche
- Evangelische Kirche Nathan-Söderblom-Haus
- Evangelische Kirche Mariendorf-Ost
- Römisch-katholische Kirche Maria Frieden

### Friedhöfe
- Christuskirchhof mit Friedhofskapelle und Mausoleum der Familie Golz[16]
- Dreifaltigkeitskirchhof III mit Friedhofstor und Friedhofswärterhaus[17]
- Friedhof Mariendorf Ost
- Kirchhof Alt-Mariendorf I (1903 geschlossen)
- Friedhof Mariendorf II mit Kapelle,[18] Kriegerehrenmal und Grabstätten[19]
- Heidefriedhof mit Grabanlage und Mahnkreuz[20] für Tote des Zweiten Weltkriegs und Ehrengräber (u. a. Otto Burgemeister)
- Heilig-Kreuz-Kirchhof mit Kapelle und Friedhofswärterhaus[21][22]
- Neuer St.-Michael-Friedhof (katholisch)

### Mahnmale
- Gedenktafeln
  - Paul Hirsch, Paul Junius, Karl Ladé, Kurt Rühlmann, Stanislaus Szczygielski, Hermann Wolff und Walter Zimmermann, Großbeerenstraße 2
  - Friedrich Küter, Alt-Mariendorf 53
  - UNRRA DP-Lager für jüdische Flüchtlinge, Eisenacher Straße 44
  - Jochen Klepper, Rathausstraße 28
  - Edward Drory, Marienpark Mariendorf
  - Gaswerk Mariendorf, Lankwitzer Straße 48
  - Nathan Söderblom, Kirchgarten Mariendorf Süd, Mariendorfer Damm 342 Ecke Säntisstraße[23]

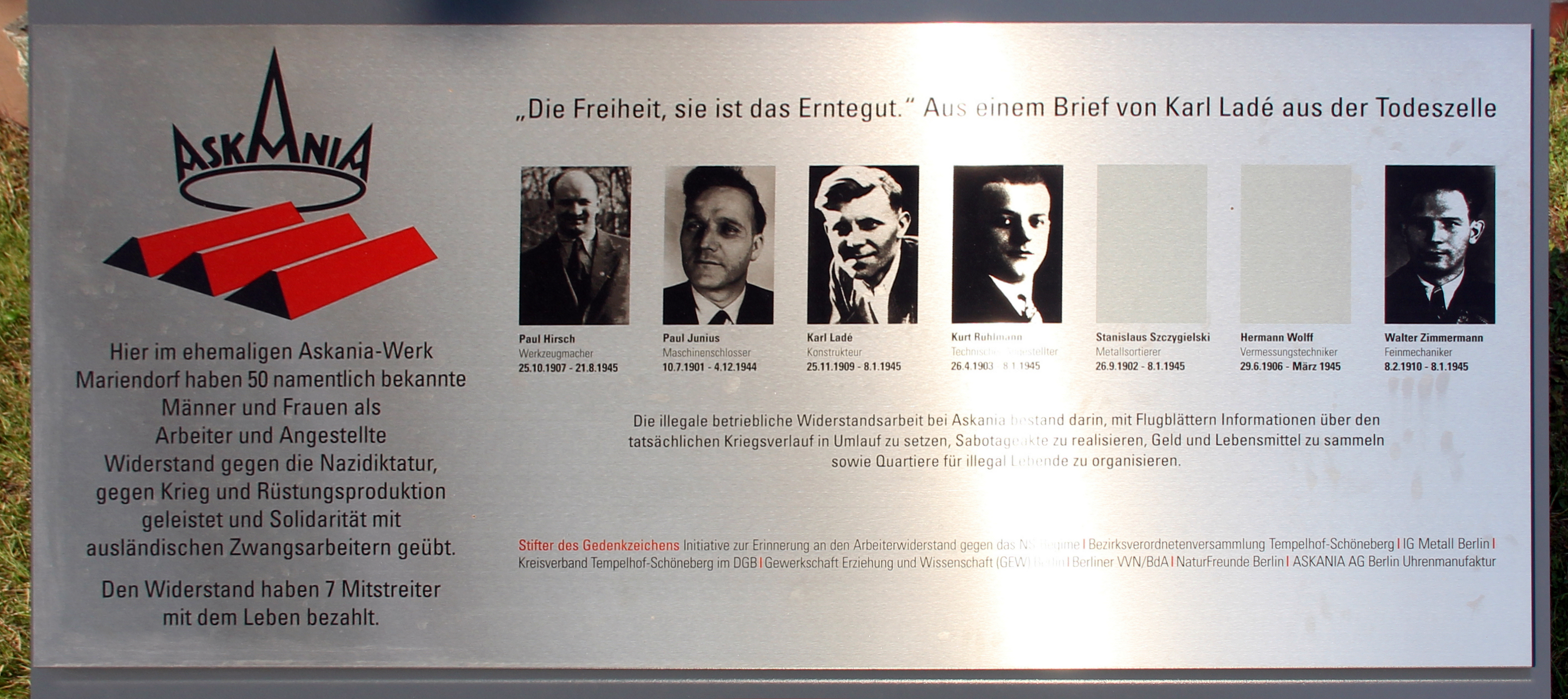
Gedenktafel für Tote im Arbeiterwiderstand der Askania Werke
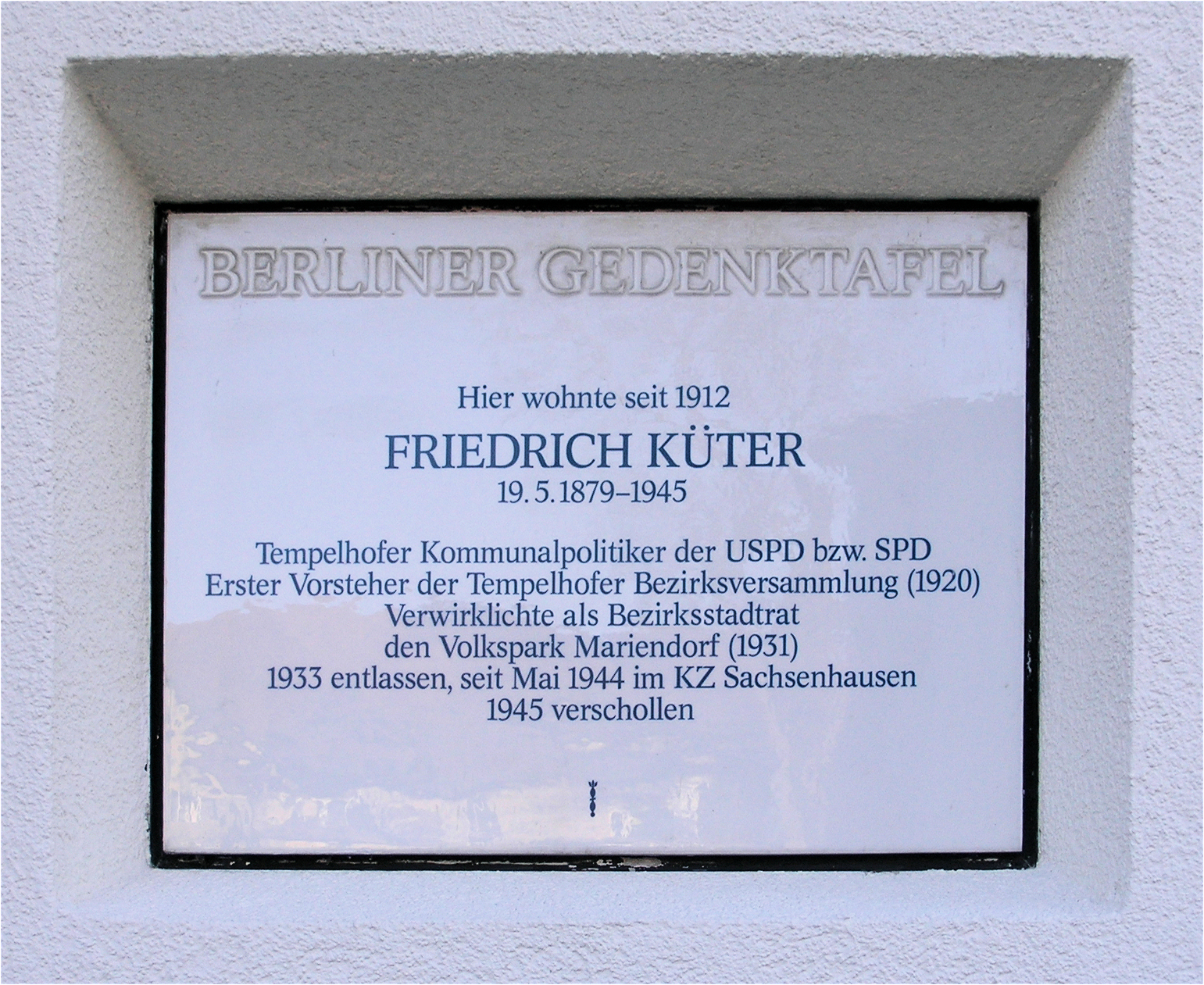
Gedenktafel Wohnhaus Friedrich Küter
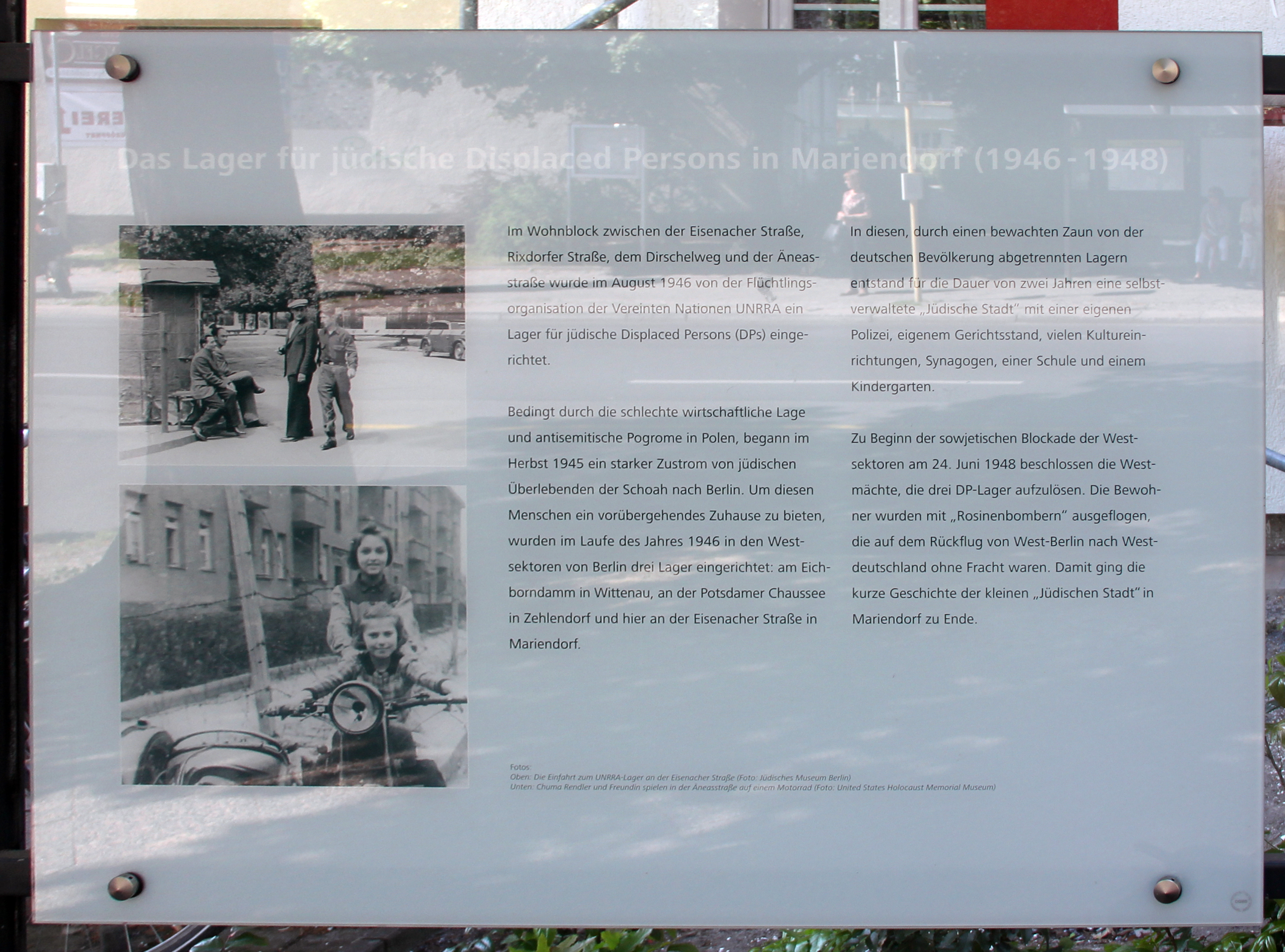
Gedenktafel jüdisches Displaced Persons Lager Eisenacher Straße
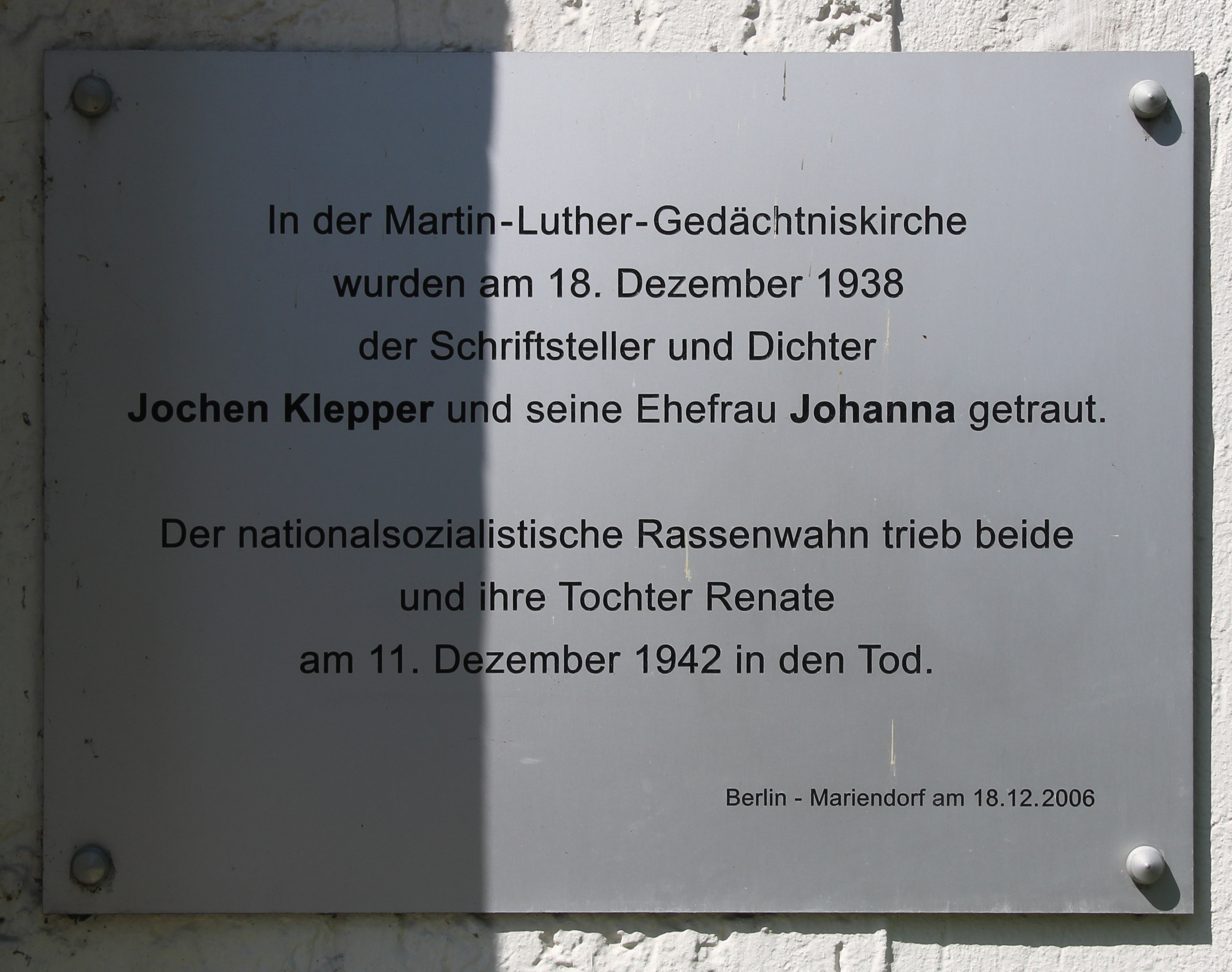
Gedenktafel ev. Gemeindehaus Jochen Klepper
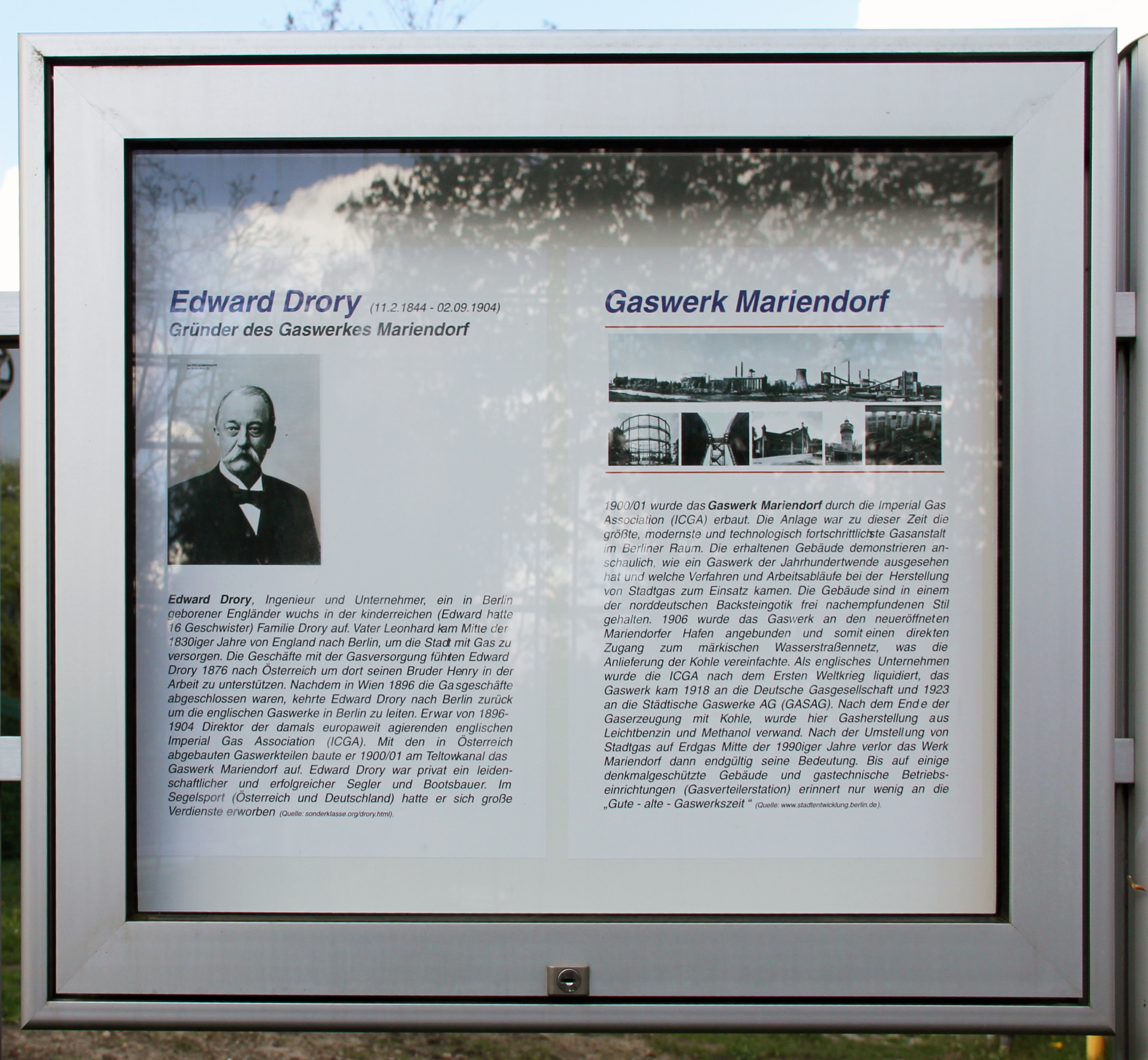
Gedenktafel Edward Drory, Gründer Gaswerk Mariendorf
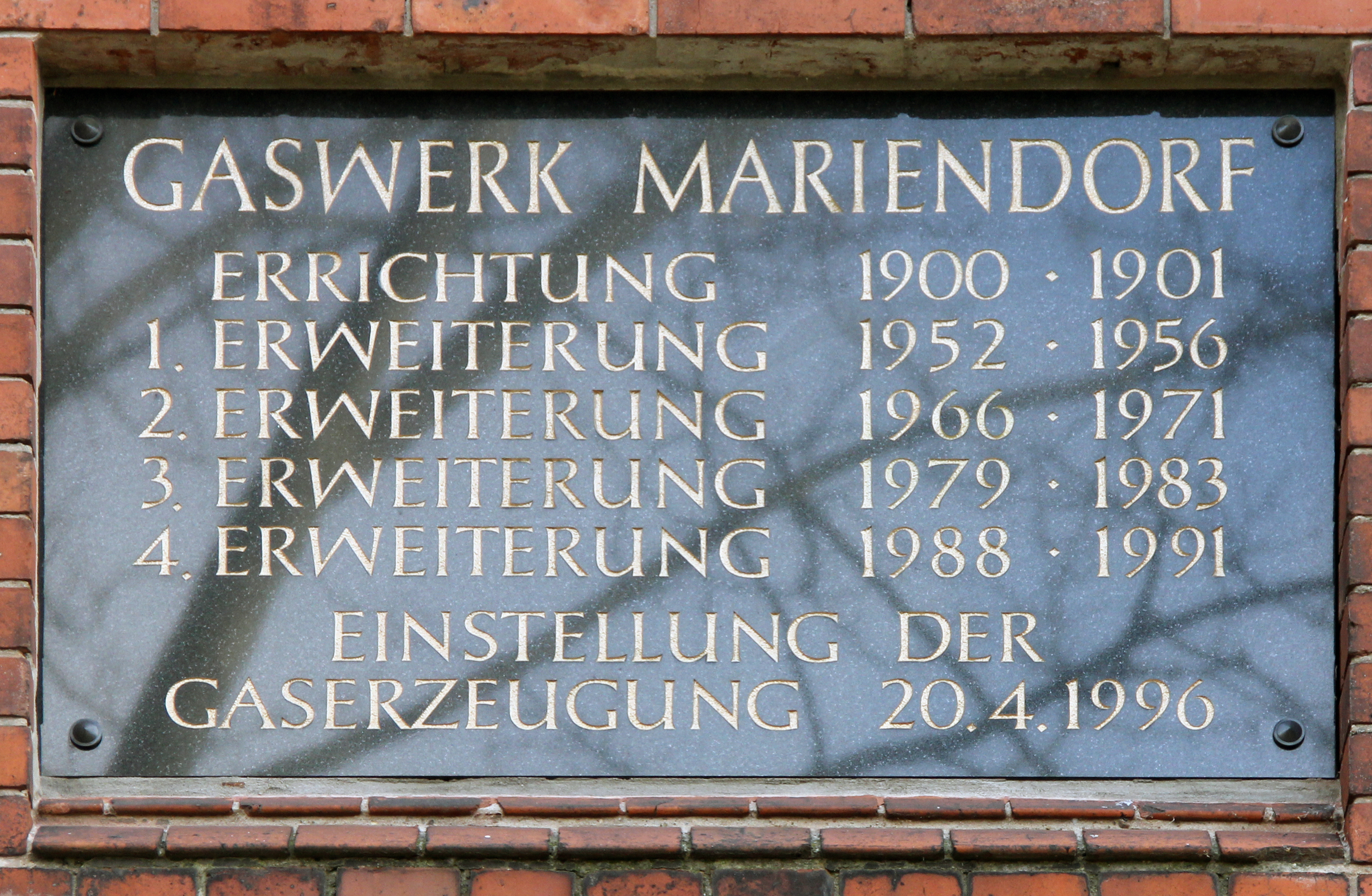
Gedenktafel Gaswerk Mariendorf

- Gedenksteine
  - Franz Klühs, Eingang Heidefriedhof
  - Edward Drory, Gaswerk Mariendorf
  - Friedrich Küter, Volkspark Mariendorf am Eckernpfuhl
  - Zwangsarbeiter und Kriegsopfer, Dreifaltigkeitskirchhof III
  - Kriegsopfer der letzten Kampftage 1945, Heidefriedhof

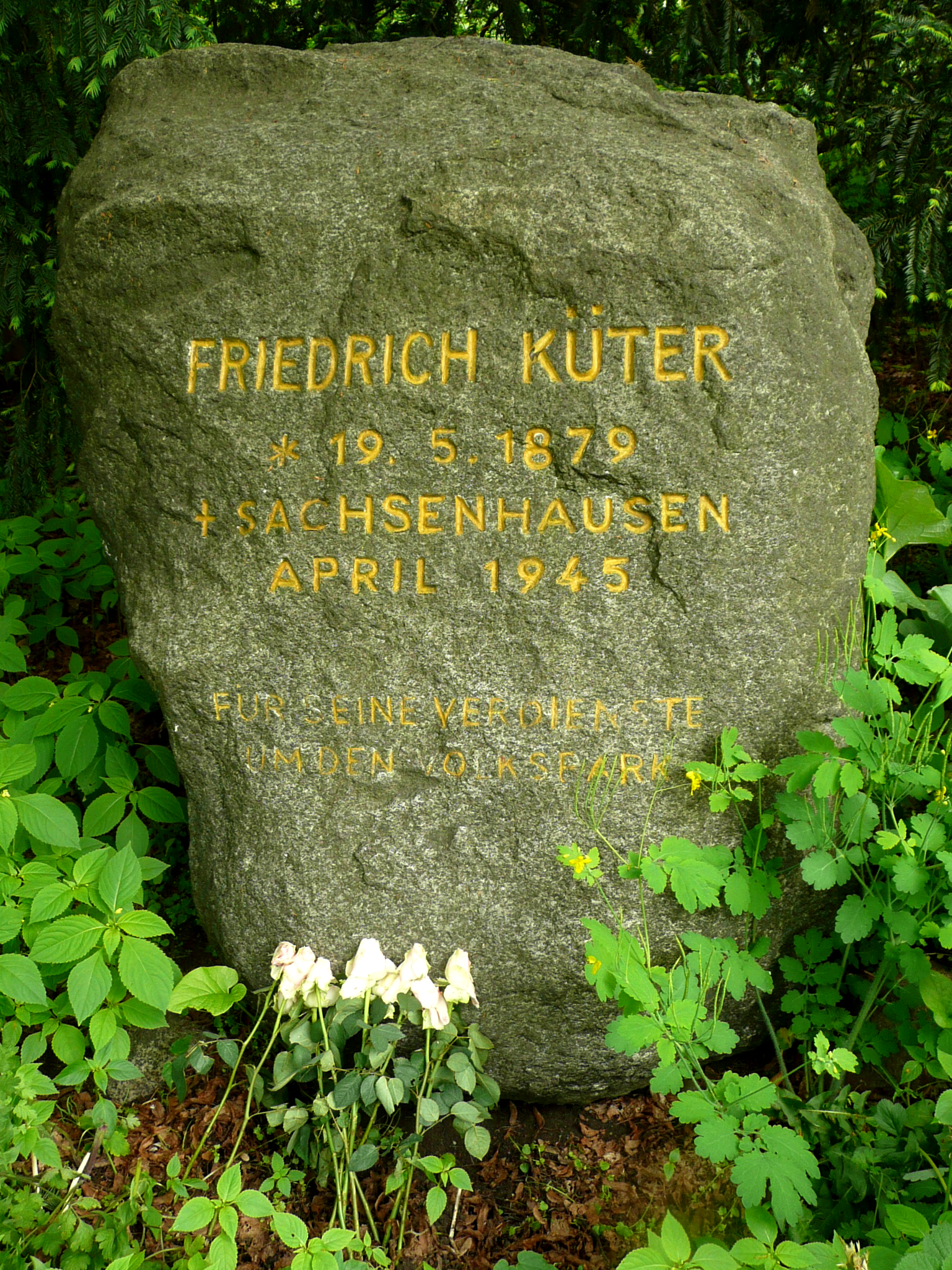
Mahnmal Friedrich Küter im Volkspark
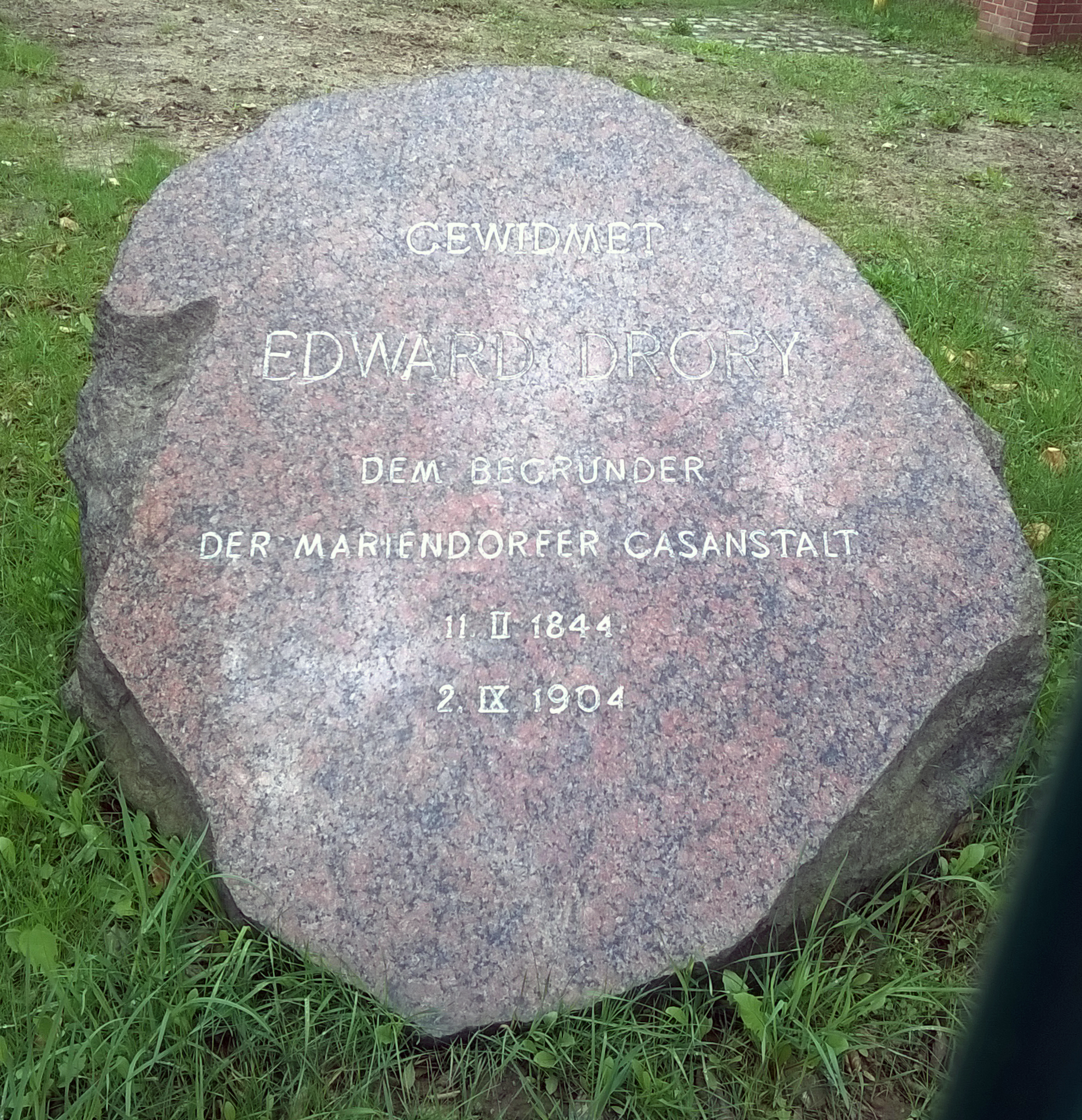
Gedenkstein Edward Drory, Gründer Gaswerk Mariendorf
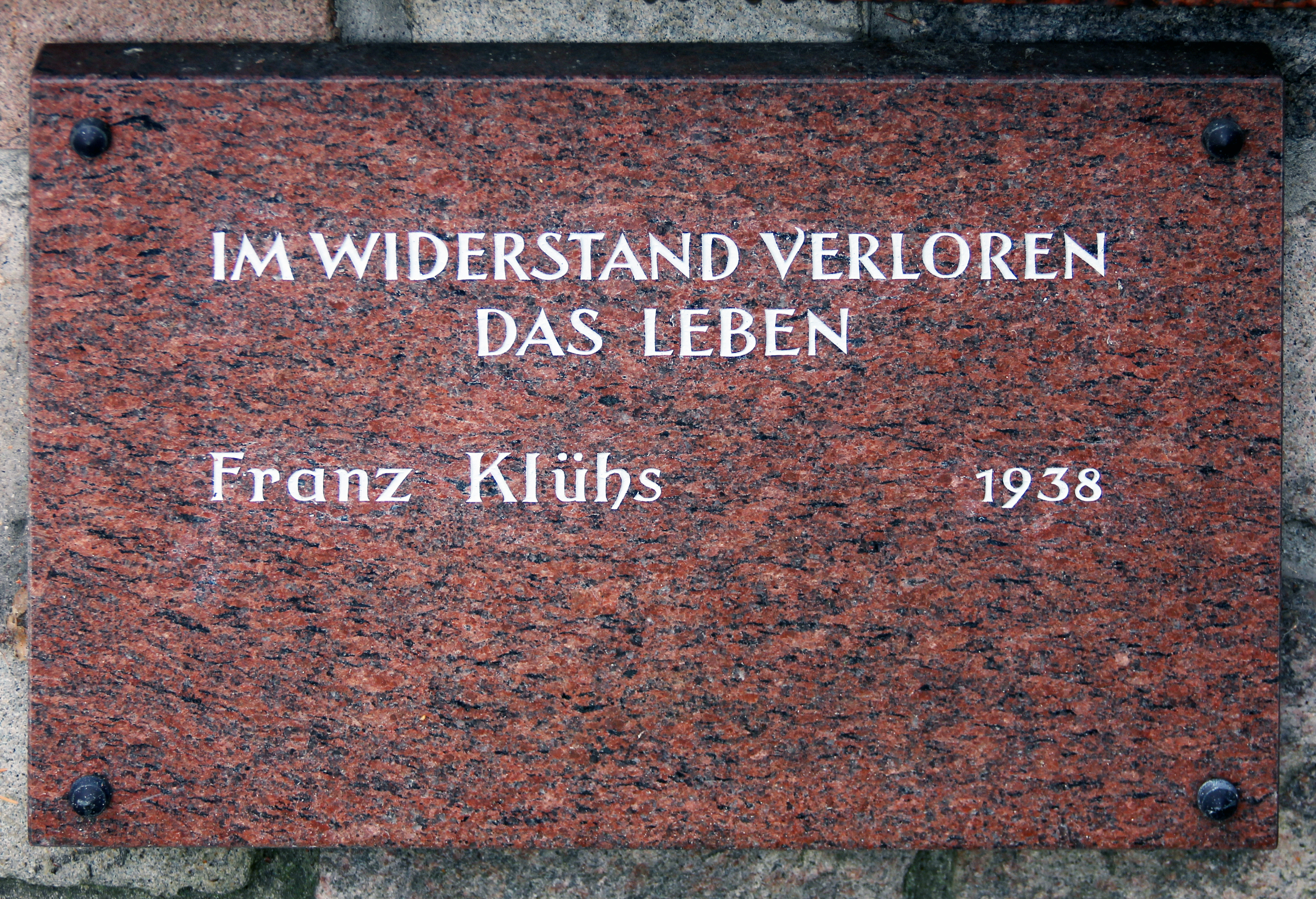
Gedenkstein Heidefriedhof Franz Klühs
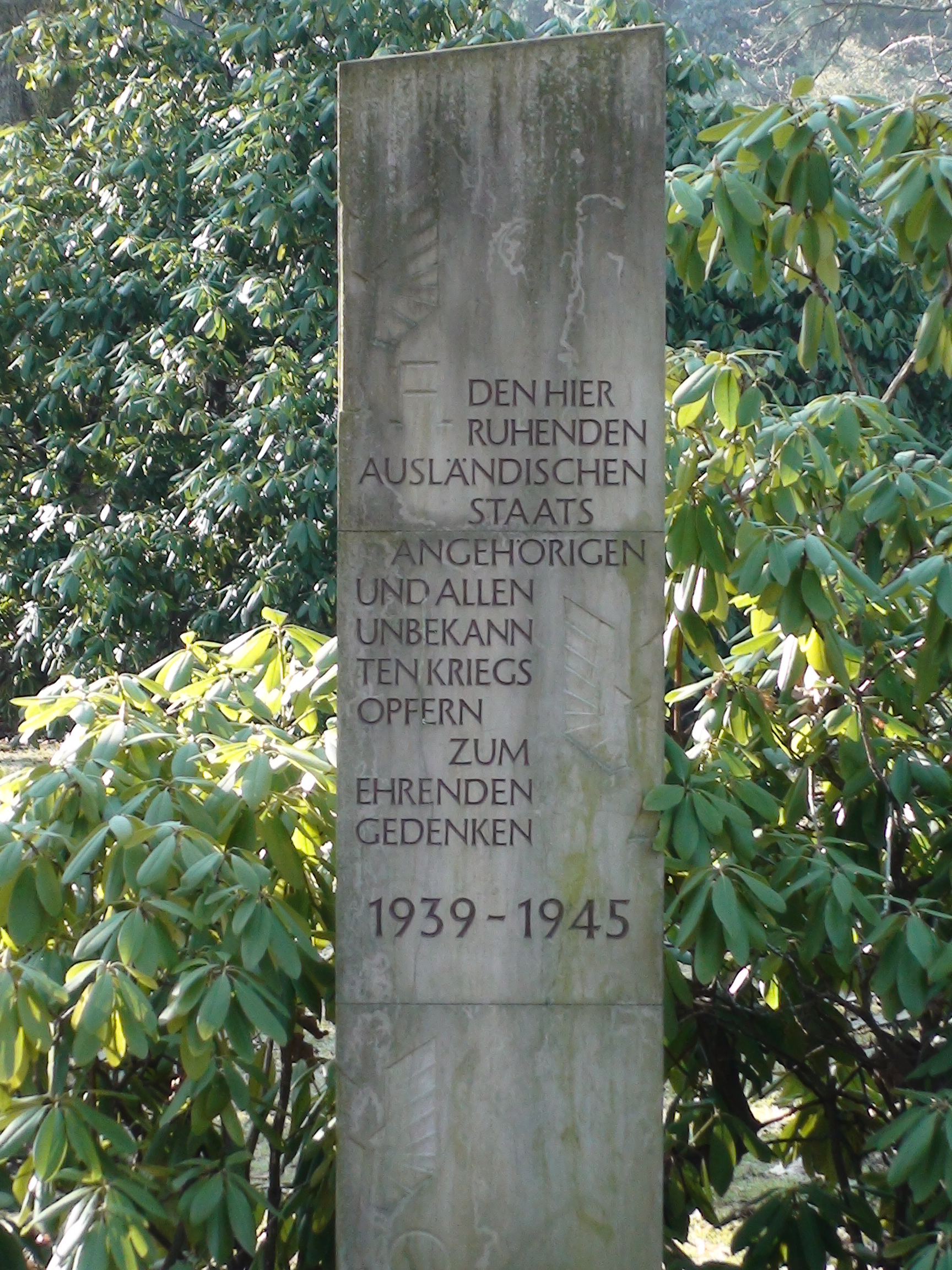
Stele für Zwangsarbeiter Friedhof III der Dreifaltigkeitsgemeinde
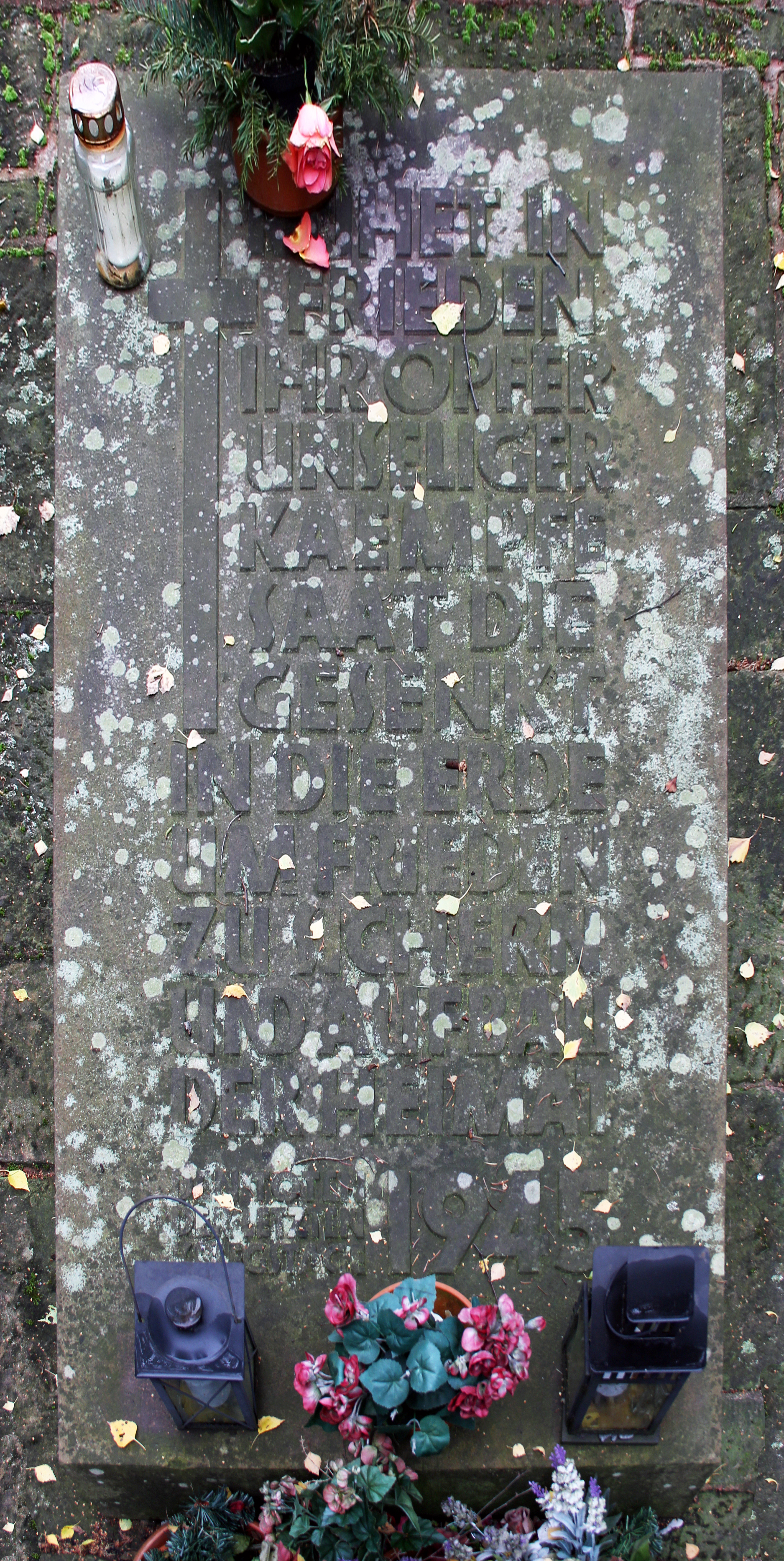
Gedenkstein für Kriegsopfer der letzten Kampftage 1945

- Stolpersteine
  - Eva-Maria Buch, Hochfeilerweg 23a
  - Gerti und Richard Davidsohn, Königstraße 29 Ecke Mariendorfer Damm
  - Erich Gentsch, Äneasstraße 8
  - Günther Keil, Richterstraße 48
  - Kurt Rühlmann, Dirschelweg 16
  - Willy Matthes, Schützenstraße 17a

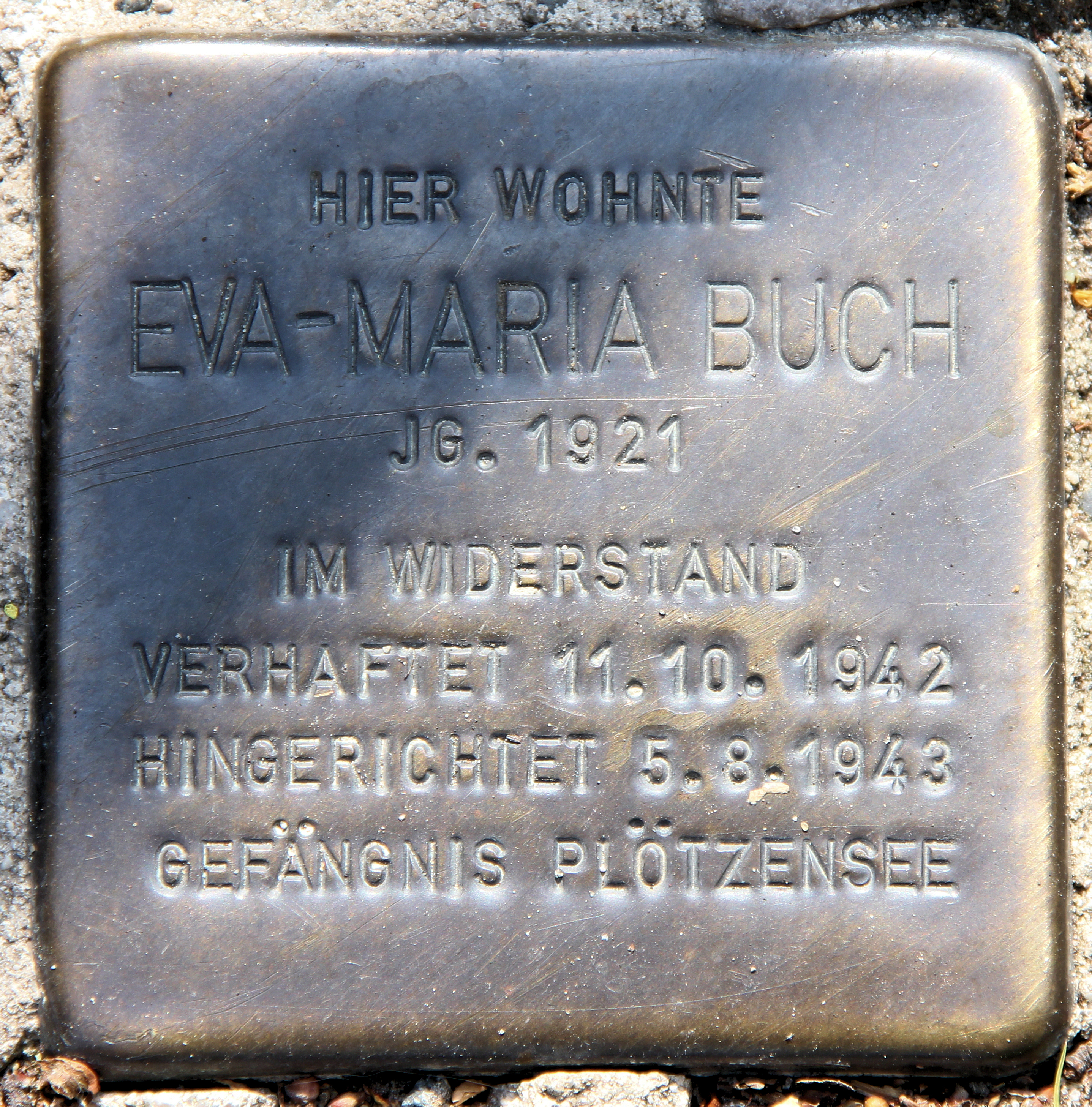
Stolperstein Eva-Maria Buch
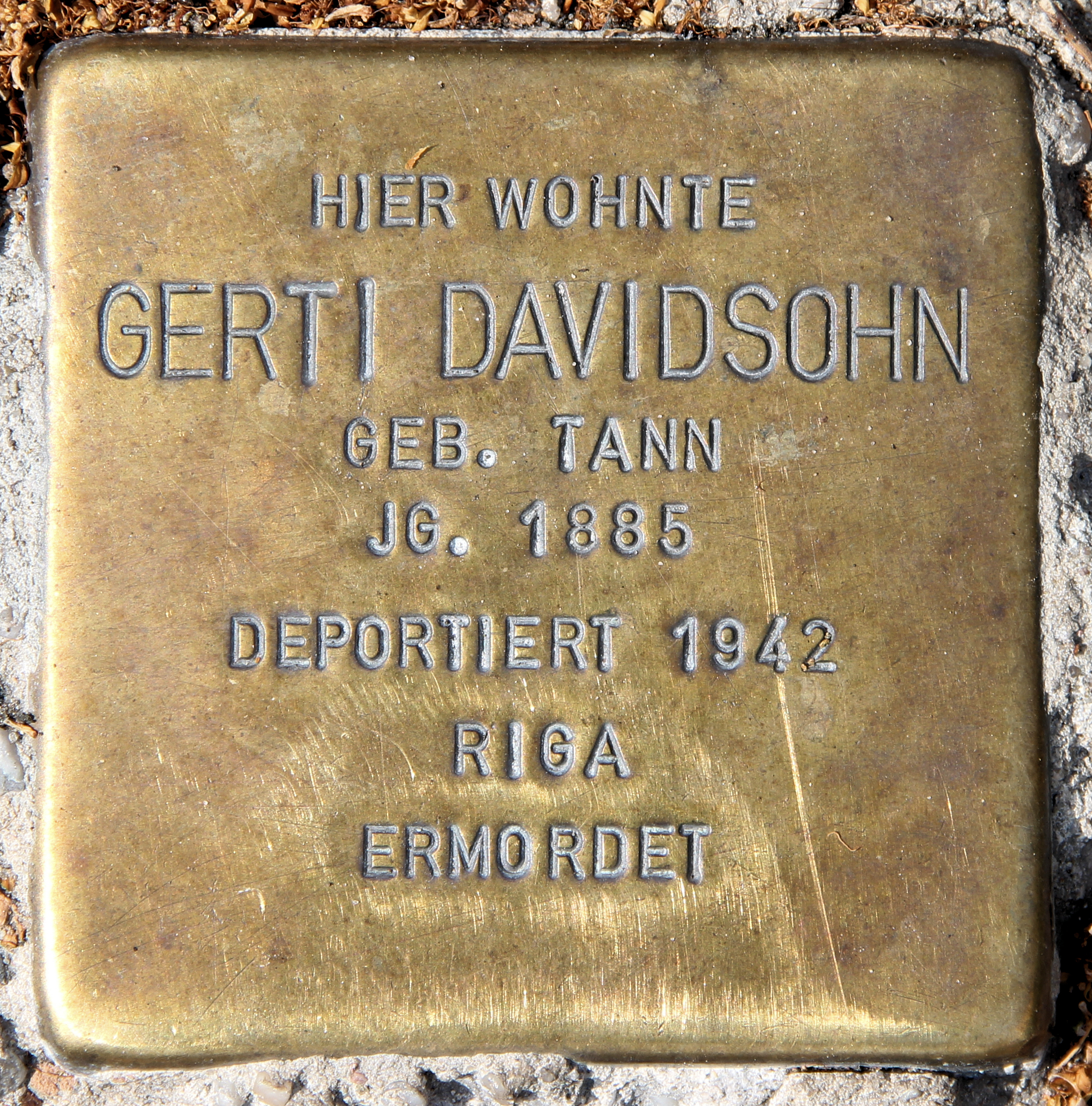
Stolperstein Gerti Davidsohn
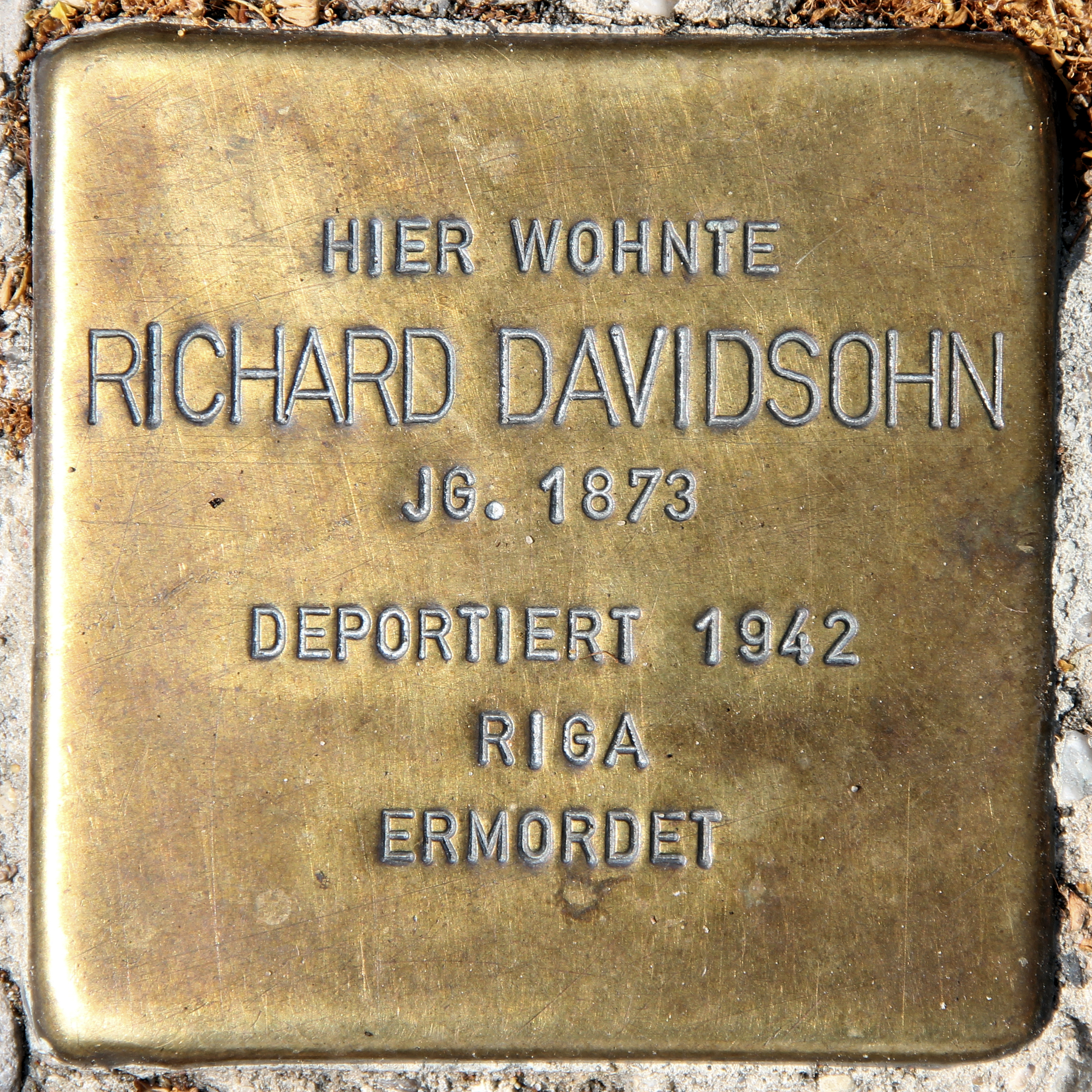
Stolperstein Richard Davidsohn
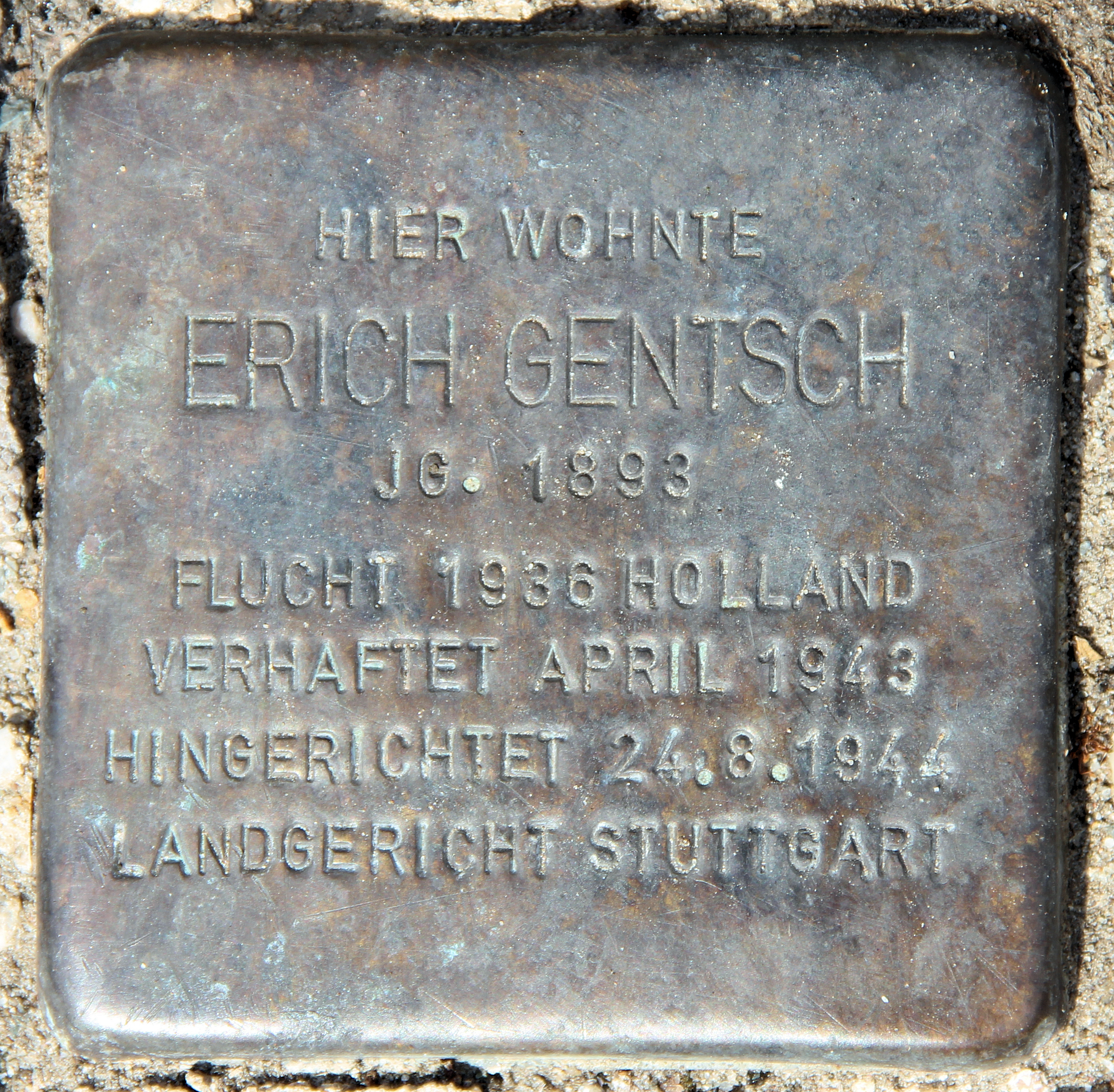
Stolperstein Erich Gentsch
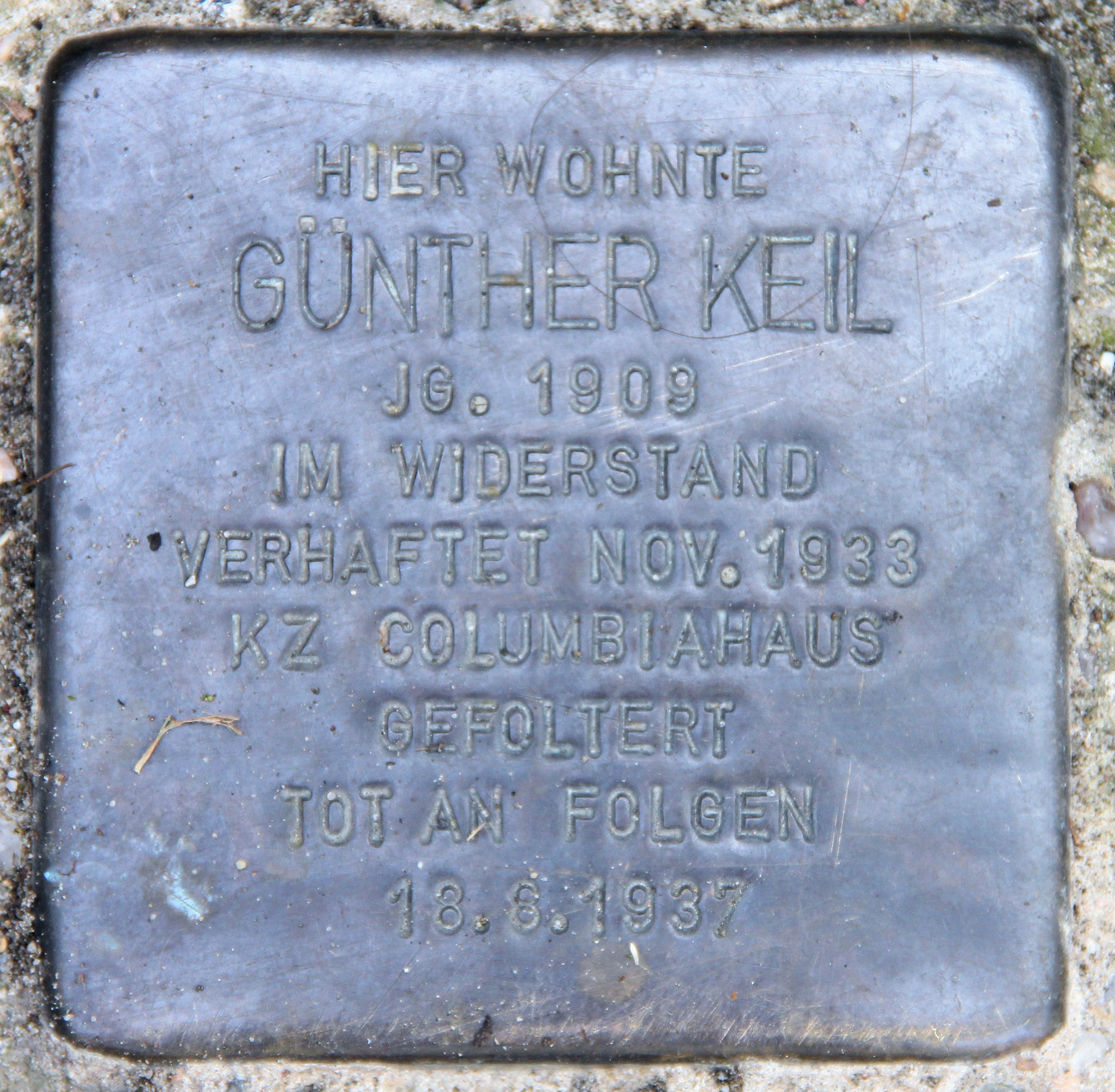
Stolperstein Günther Keil
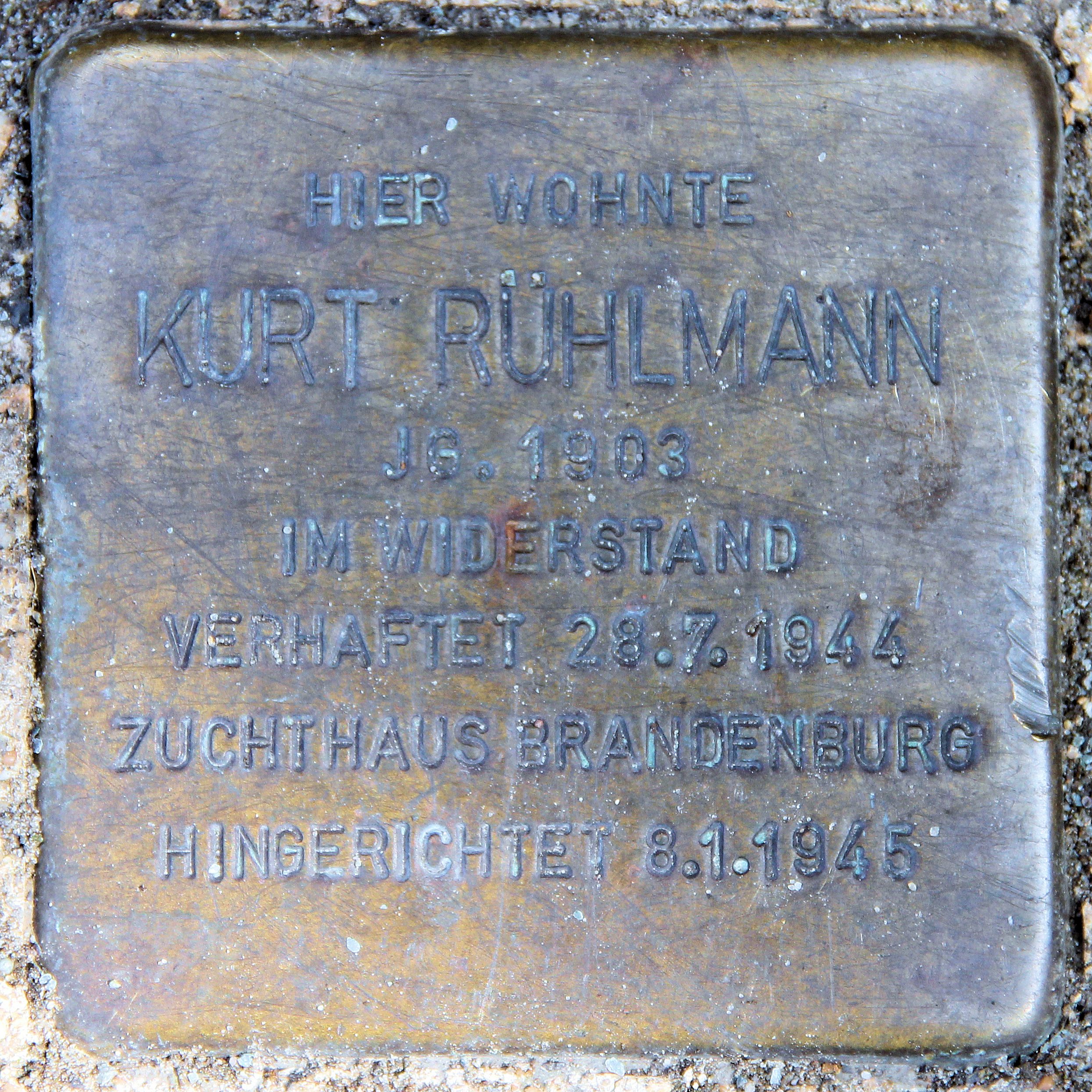
Stolperstein Kurt Rühlmann
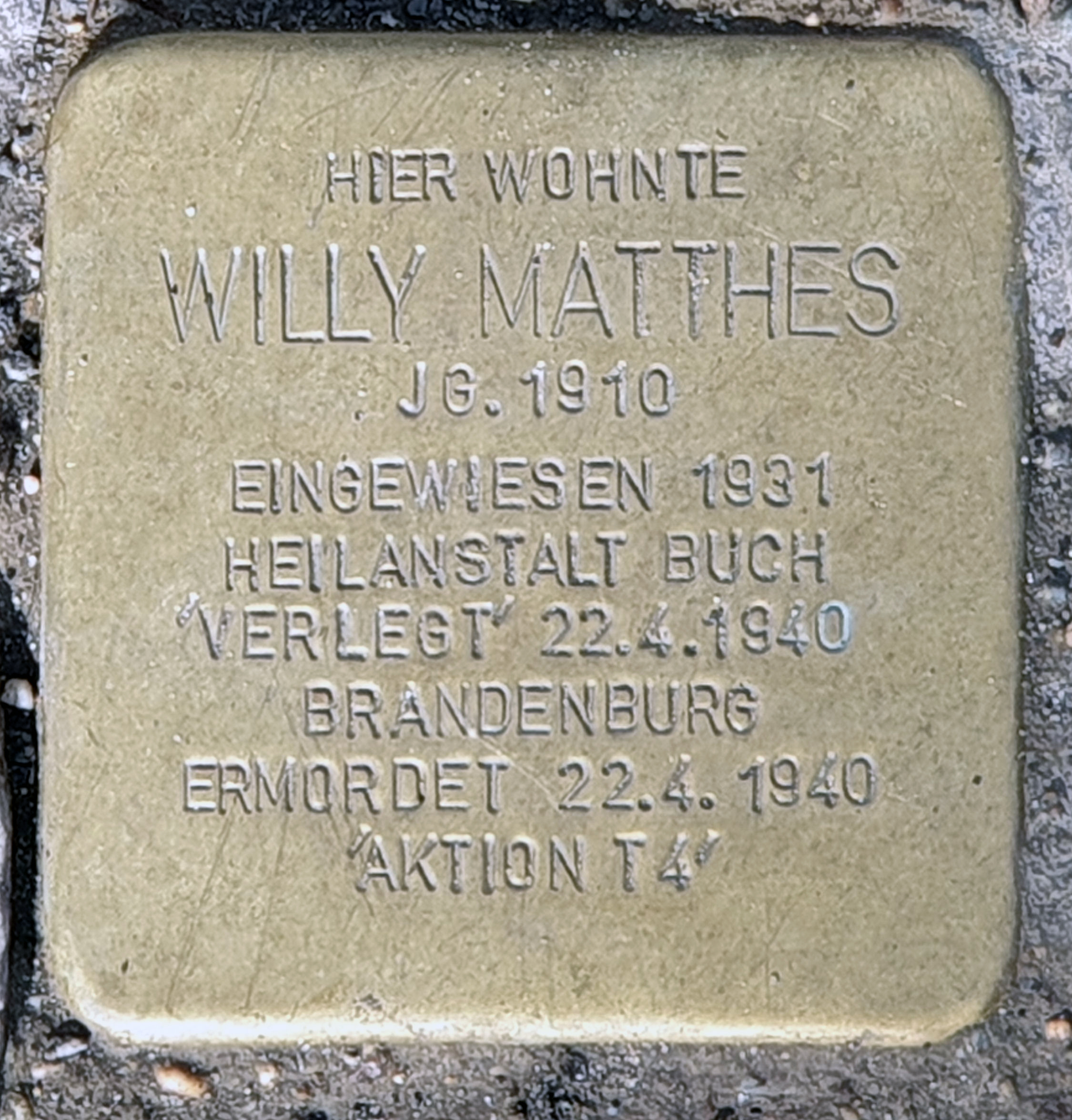
Stolperstein Willy Matthes

### Kultur
Im alten Schulhaus in Alt-Mariendorf 43 befindet sich seit 1960 das Tempelhof-Museum, wo es eine Dauerausstellung in vier Bereichen und in Zusammenarbeit mit Geschichtsinitiativen, Schulen oder Vereinen temporäre Ausstellungen an anderen Orten oder im Stadtraum gibt.
Im ganzen Ortsteil gibt es keine kulturellen Orte wie Theater oder Kinos. Als letzte der acht bekannten Standorte von Kinos in Mariendorf beendeten die Viktoria-Lichtspiele in der Eisenacher Straße 21 den Betrieb im Jahr 1976.

## Wirtschaft und Infrastruktur

### Wirtschaft

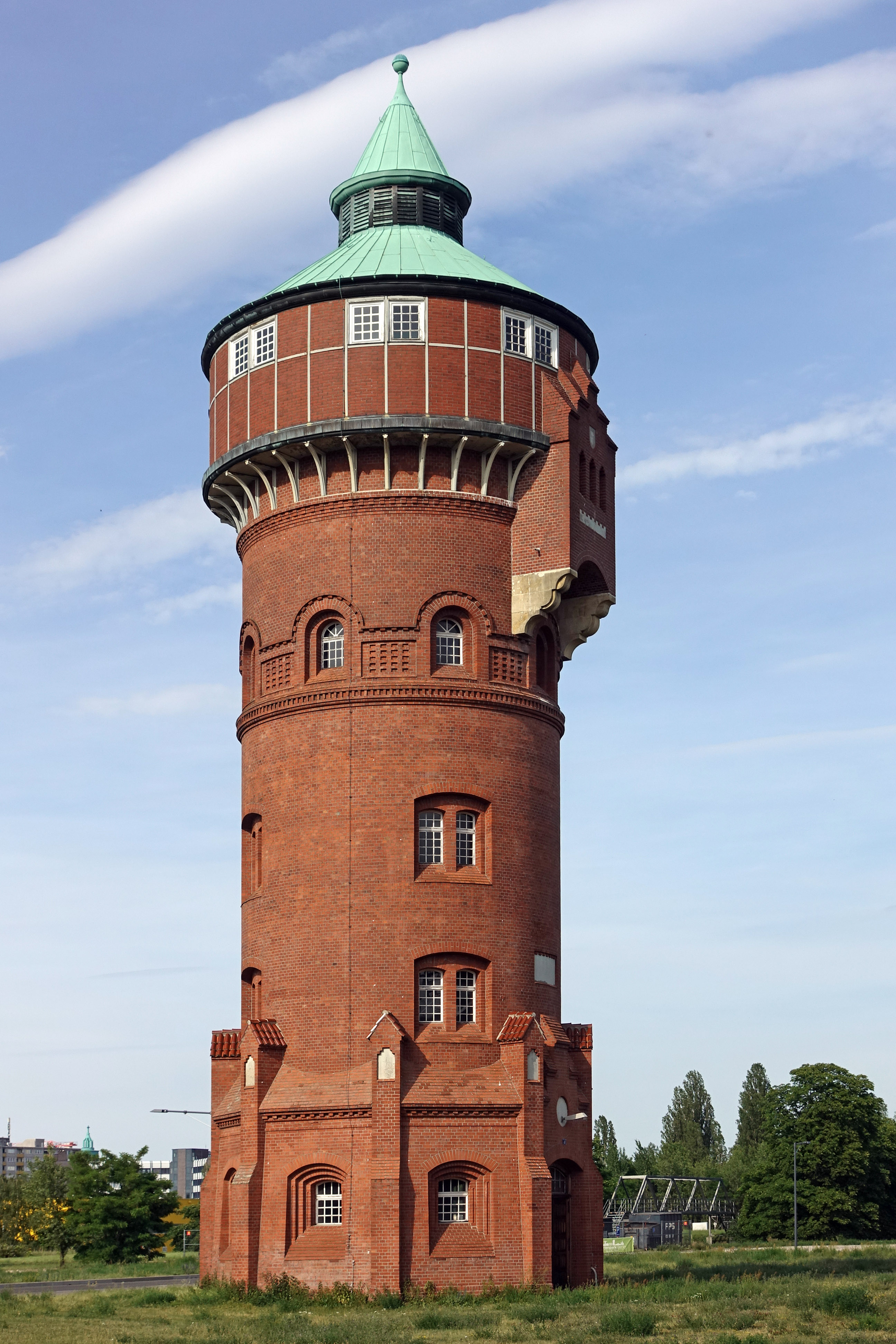
Alter Wasserturm des ehemaligen Gaswerks im Marienpark

Die GASAG nahm Anfang 2011 in Zusammenarbeit mit der Solon SE auf dem Gaswerkgelände südlich des Hafens Mariendorf eine Photovoltaikanlage in Betrieb, die mit einer Höchstleistung von zwei Megawatt das größte Solarkraftwerk Berlins ist. Des Weiteren befinden sich auf dem Gelände des Gewerbegebiets Marienpark Berlin mehrere Logistikstützpunkte u. a. von DHL. Die amerikanische Craft-Beer-Brauerei Stone Brewing aus Kalifornien investierte dort 25 Millionen Euro in eine Brauerei sowie eine Großgastronomie mit Restaurant und Biergarten für insgesamt bis zu 1200 Gästen. Zum 30. April 2019 wurde der Betrieb eingestellt und das Gebäude an die schottische Brauerei Brewdog
verkauft. Am 10. August 2019 wurde die Location wiedereröffnet.

### Verkehr

#### Schienenverkehr
Die Linie U6 (ehemals: Linie C) der Berliner U-Bahn endet seit 1966 am U-Bahnhof Alt-Mariendorf im Zentrum des Ortsteils. Dieser U-Bahnhof ist ein wichtiger Umsteigepunkt zum Busnetz, das Lichtenrade, Marienfelde und Lankwitz an die U-Bahn anbindet. Im Ortsteil liegt auch der U-Bahnhof Westphalweg.
Die S-Bahn tangiert Mariendorf mit der durch die Linie S2 befahrenen Strecke zwischen Bernau und Blankenfelde (Bahnstrecke Berlin–Dresden), es gibt allerdings keinen Halt im Bereich des Ortsteils. Der S-Bahnhof Attilastraße – gelegen im Ortsteil Tempelhof – trug früher den Namen Mariendorf, da der westlich liegende Ortsteil Südende bis 1920 zu Mariendorf gehörte.
An der Kreuzung der Dresdener Bahn mit der Lankwitzer Straße (zwischen den S-Bahnhöfen Attilastraße und Marienfelde) ist langfristig ein weiterer S-Bahnhof Kamenzer Damm geplant, bisher fehlt ein Zeitplan für diesen Ausbau. Zwischenzeitlich hatte dieser Bahnhof durch die angedachte – aber dann aufgegebene – Nutzung des ehemaligen Gaswerk-Geländes für die Erlebniswelt Polaris eine höhere Priorität. Aktuell gibt es seit Dezember 2015 einen Antrag der SPD-Fraktion in der BVV Tempelhof-Schöneberg zur Realisierung des S-Bahnhofs am Kamenzer Damm, das Gebiet des ehemaligen Gaswerks wird nun als Marienpark stark mit Gewerbe und Gastronomie entwickelt.

#### Busverkehr

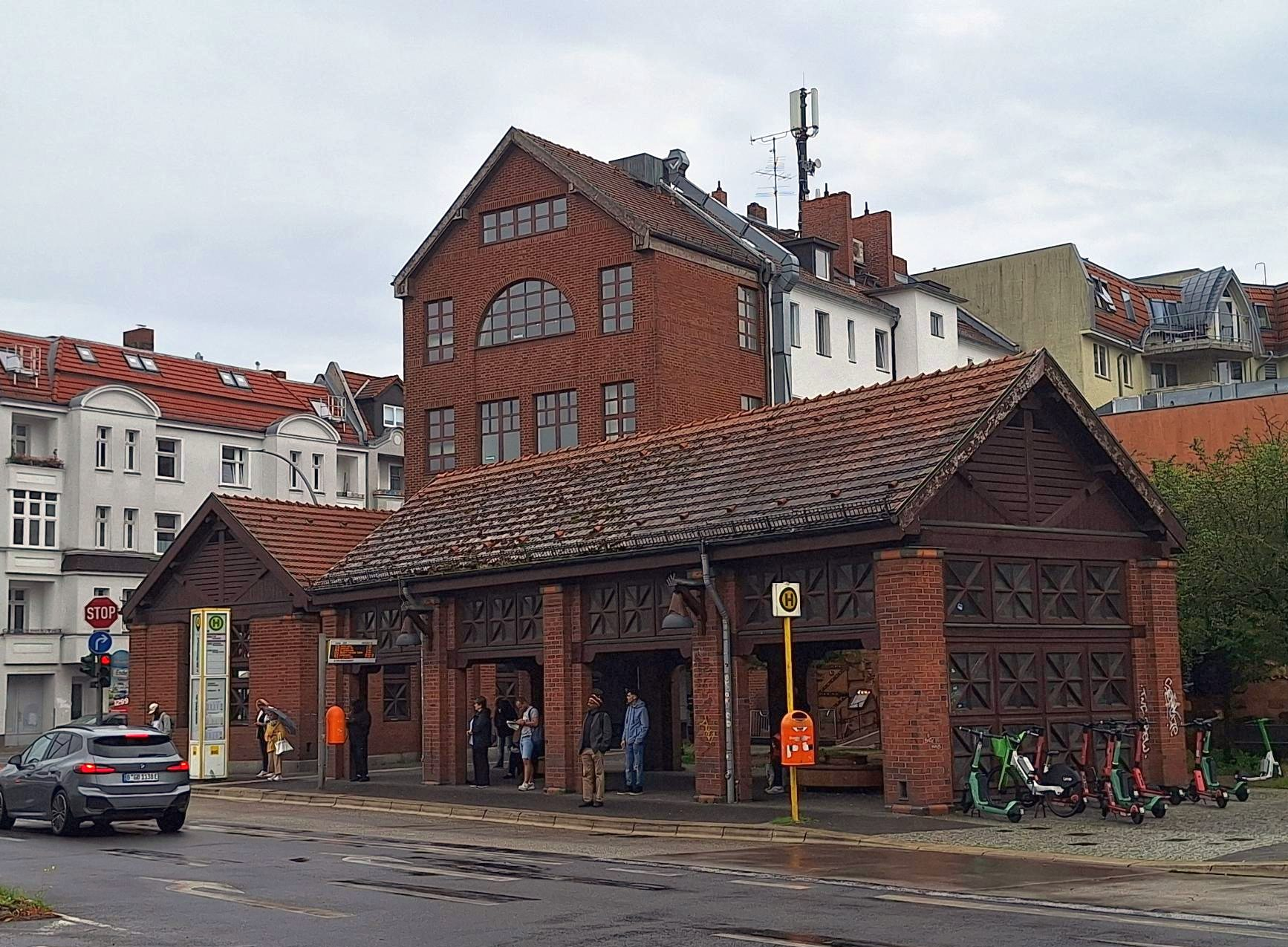
Wartehalle am U-Bahnhof Alt-Mariendorf für den Busverkehr Richtung Lichtenrade

Folgende Buslinien verbinden Mariendorf mit den umliegenden Ortsteilen:
- ExpressBuslinien
  - X11 U Krumme Lanke – Zehlendorf – Mariendorfer Damm – Gropiusstadt – Späthsfelde – S Schöneweide
  - X71 U Alt-Mariendorf – U Rudow – Flughafen BER
  - X76 U Alt-Mariendorf – Lichtenrade, Nahariyastraße
- MetroBuslinien
  - M11 U Dahlem-Dorf – Lichterfelde – Mariendorfer Damm – Gropiusstadt – Johannisthal – S Schöneweide
  - M76 U Walther-Schreiber-Platz – U Alt-Mariendorf – S Lichtenrade
  - M77 Marienfelde, Waldsassener Straße – U Alt-Mariendorf
- Normale Buslinien
  - 170 S+U Rathaus Steglitz – U Ullsteinstraße – Baumschulenstraße/Fähre
  - 179 U Alt-Mariendorf – Buckow, Gerlinger Straße
  - 181 U Walther-Schreiber-Platz – U Alt-Mariendorf – Britz, Kielingerstraße
  - 277 S+U Hermannstraße – U Alt-Mariendorf – Marienfelde, Stadtrandsiedlung
  - 282 U Breitenbachplatz – U Westphalweg – Mariendorf, Dardanellenweg
- Nachtbuslinien
  - N6 U Alt-Tegel – U Alt-Mariendorf (nur in den Nächten So/Mo bis Do/Fr)
  - N79 S Plänterwald – U Alt-Mariendorf
  - N81 U Walther-Schreiber-Platz – Tauernallee/Säntisstraße – Lichtenrade, Nahariyastraße

#### Individualverkehr
Die Hauptverkehrsachse Mariendorfs ist der Mariendorfer Damm (früher: Chausseestraße) im Zug der B 96. Er stellt die Verbindung zwischen der Berliner Mitte und dem Ortsteil Tempelhof im Norden sowie mit dem Ortsteil Lichtenrade und weiter mit Mahlow und Zossen im Süden her. Eine zweite Verkehrsachse führt mit der Lankwitzer Straße vom westlich gelegenen Lankwitz (aus Richtung Steglitz) über die Britzer Straße ins östlichere Britz (Richtung Neukölln). Die Achsen kreuzen sich mit anderen Straßen in Alt-Mariendorf, bei denen – über einen im Einrichtungsverkehr befahrenen Straßenring – insgesamt acht abgehende Hauptstraßen angeschlossen sind. Hier beginnt auch die B 101 in Richtung Marienfelde, Großbeeren, Trebbin und Jüterbog.

#### Schiffsverkehr
Die Nordgrenze Mariendorfs wird teilweise durch den Teltowkanal gebildet. Hier liegt der Hafen Mariendorf, der mit der Stilllegung des Gaswerkes Mariendorf seine Funktion als Umschlagplatz für Kohle oder Heizöl verloren hat.
An der Ortsteilgrenze, aber bereits auf Tempelhofer Gebiet, liegt der Tempelhofer Hafen, der das östlich gelegene Industriegebiet versorgte. Auch er wird nicht mehr für den Güterverkehr genutzt. In seinem großen Speichergebäude war bis zur politischen Wende ein Teil der Berliner Senatsreserve eingelagert. Im Jahr 2009 wurde im dafür ausgebauten Speichergebäude ein Einkaufszentrum eröffnet, das auch von vielen Mariendorfern besucht wird. In diesem Zusammenhang wird nun auch das Hafenbecken umgestaltet, um Freizeitaktivitäten zu ermöglichen.

### Bildung
Schulen
- Eckener-Gymnasium[34]
- Rudolf-Hildebrand-Grundschule[35]
- Schätzelberg-Grundschule (Schule mit Musik-Betonung)
- Ikarus-Grundschule
- Mascha-Kaléko-Grundschule[36]
- Carl-Sonnenschein-Grundschule[37]
- Deutsch-Skandinavische Gemeinschaftsschule[38] (Privatschule mit bilingualem Unterricht für die Klassen 1–10)
- Luise-Henriette-Gymnasium (voraussichtlich bis 2022, danach wieder zurück in eigenes Gebäude, das sich im Ortsteil Tempelhof befindet und derzeit umgebaut wird)

### Sport
- Kombibad Mariendorf
- Sommerbad Mariendorf
- Sportplatz an der Rathausstraße
- Viktoria-Platz ehemaliges Spielfeld des BFC Viktoria 1889[39]
- Volksparkstadion
- Dr.-Hans-Hess-Stadion

## Persönlichkeiten

### Söhne und Töchter des Ortsteils
- Anton Klette (1834–nach 1879), Bibliothekar
- Gerhard Kauffmann (1887–1969), Generalleutnant der Wehrmacht
- Arthur Marohn (1893–1975), Fußballspieler
- Franz Bode (1903–1940), Widerstandskämpfer gegen den Nationalsozialismus
- Willi Grapentin (1904–1994), Widerstandskämpfer gegen den Nationalsozialismus
- Fritz Kühn (1910–1967), Kunstschmied
- Werner Eberlein (1919–2002), Politiker (SED)
- Werner Haberditzl (1924–1981), Chemiker
- Wolfgang Mönke (1927–1986), Historiker
- Hans-Jürgen Papier (* 1943), Jurist, Präsident des Bundesverfassungsgerichts
- Scott Körber (* 1971), Politiker (CDU)
- Mario Barth (* 1972), Comedian

### Mit Mariendorf verbundene Persönlichkeiten
- Wilhelm Pasewaldt (1812–1893), Ortsvorsteher in Mariendorf
- August Ferdinand Richter (1822–1903), Pfarrer in Mariendorf
- Adolf Lewissohn (1852–1927), Gründer des Seebades Mariendorf
- Walter Henze (1869–1915), Direktor des Mariendorfer Gymnasiums
- August Endell (1871–1925), Architekt der Trabrennbahn Mariendorf
- Wilhelmine Schirmer-Pröscher (1889–1992), Politikerin (LDPD), lebte in Mariendorf
- Kurt Rühlmann (1903–1945), Widerstandskämpfer gegen den Nationalsozialismus, lebte in Mariendorf
- Ernst Erich Noth (1909–1983), Schriftsteller, in Mariendorf aufgewachsen
- Wolfgang Szepansky (1910–2008), Widerstandskämpfer gegen den Nationalsozialismus, lebte in Mariendorf
- Eva-Maria Buch (1921–1943), Widerstandskämpferin gegen den Nationalsozialismus, lebte in Mariendorf
- Gerda Szepansky (1925–2004), Autorin, lebte in Mariendorf
- Manfred Kursawa (1933–2001), Fußballfunktionär, in Mariendorf aufgewachsen
- Ingo Sensburg (* 1949), Leichtathlet, lebt in Mariendorf
- Lars Rauchfuß (* 1986), Politiker (SPD), in Mariendorf aufgewachsen